# Volžský gambit
Volžský gambit 1.d4 Jf6 2.c4 c5 3.d5 b5 (kód podle Encyklopedie šachových zahájení: A57-A59) je šachové zahájení, patřící mezi zavřené hry.
Patří mezi moderní zahájení, kdy černý překvapivě obětuje pěšce za poziční výhody. Cílem volžského gambitu je za cenu oběti pěšce získat protihru na dámském křídle, kde po přijetí oběti 4.cxb5 a6 5.bxa6 získává černý volné sloupce pro své věže a aktivně působí na diagonále i fianchettovaným střelcem z g7.

## Historie
Volžský gambit vzniká často i s přehozením tahů.
Tak se objevil i poprvé po tazích 1. d4 Jf6 2. Jf3 c5 3. d5 b5 4. c4 v partii Rubinstein-Spielmann, Vídeň 1922, čímž vznikla odmítnutá varianta a nejednalo se tedy ze strany černého o oběť.
Poprvé s cílem obětovat pěšce dámského křídla hrál náš šachista Karel Opočenský v partii Stahlberg-Opočenský, Poděbrady 1936, jednalo se o pořadí tahů 1. d4 Jf6 2. c4 g6 3. g3 c5 4. d5 b5 .
Velmi často tento gambit vzniká i po tazích 1. d4 Jf6 2. Jf3 c5 3. d5 g6 4. c4 b5.
Vzniknout může i z některých variant Královské-indické obrany.
Název volžský gambit poprvé použil sovětský šachista Pjotr Romanovskij poté, co se v časopise Šachmaty v SSSR objevil od samarského šachisty Argunova podrobný rozbor tohoto zahájení.
Později ho velmi často hrával americký velmistr maďarského původu Pál Benkő, po němž nese název v západních zemích.
Ačkoli dle současné šachové teorie je toto zahájení považováno za plnohodnotné, tak v absolutní světové špičce se volžský gambit pro svoji riskantnost objevuje vzácně. Hrává ho Magnus Carlsen.

## Varianty dle ECO
- A57: 1. d4 Jf6 2. c4 c5 3. d5 b5 4. cxb5 a6

- A58: 1. d4 Jf6 2. c4 c5 3. d5 b5 4. cxb5 a6 5. bxa6 Sxa6 6. Jc3 d6

- A59: 1. d4 Jf6 2. c4 c5 3. d5 b5 4. cxb5 a6 5. bxa6 Sxa6 6. Jc3 d6 7. e4

## Přehled variant
|   | a | b | c | d | e | f | g | h |   |
| 8 | a8 černý věž · b8 černý jezdec · c8 černý střelec · d8 černý dáma · e8 černý král · f8 černý střelec · h8 černý věž · a7 černý pěšec · d7 černý pěšec · e7 černý pěšec · f7 černý pěšec · g7 černý pěšec · h7 černý pěšec · f6 černý jezdec · b5 černý pěšec · c5 černý pěšec · d5 bílý pěšec · c4 bílý pěšec · f3 bílý jezdec · a2 bílý pěšec · b2 bílý pěšec · e2 bílý pěšec · f2 bílý pěšec · g2 bílý pěšec · h2 bílý pěšec · a1 bílý věž · b1 bílý jezdec · c1 bílý střelec · d1 bílý dáma · e1 bílý král · f1 bílý střelec · h1 bílý věž | a8 černý věž · b8 černý jezdec · c8 černý střelec · d8 černý dáma · e8 černý král · f8 černý střelec · h8 černý věž · a7 černý pěšec · d7 černý pěšec · e7 černý pěšec · f7 černý pěšec · g7 černý pěšec · h7 černý pěšec · f6 černý jezdec · b5 černý pěšec · c5 černý pěšec · d5 bílý pěšec · c4 bílý pěšec · f3 bílý jezdec · a2 bílý pěšec · b2 bílý pěšec · e2 bílý pěšec · f2 bílý pěšec · g2 bílý pěšec · h2 bílý pěšec · a1 bílý věž · b1 bílý jezdec · c1 bílý střelec · d1 bílý dáma · e1 bílý král · f1 bílý střelec · h1 bílý věž | a8 černý věž · b8 černý jezdec · c8 černý střelec · d8 černý dáma · e8 černý král · f8 černý střelec · h8 černý věž · a7 černý pěšec · d7 černý pěšec · e7 černý pěšec · f7 černý pěšec · g7 černý pěšec · h7 černý pěšec · f6 černý jezdec · b5 černý pěšec · c5 černý pěšec · d5 bílý pěšec · c4 bílý pěšec · f3 bílý jezdec · a2 bílý pěšec · b2 bílý pěšec · e2 bílý pěšec · f2 bílý pěšec · g2 bílý pěšec · h2 bílý pěšec · a1 bílý věž · b1 bílý jezdec · c1 bílý střelec · d1 bílý dáma · e1 bílý král · f1 bílý střelec · h1 bílý věž | a8 černý věž · b8 černý jezdec · c8 černý střelec · d8 černý dáma · e8 černý král · f8 černý střelec · h8 černý věž · a7 černý pěšec · d7 černý pěšec · e7 černý pěšec · f7 černý pěšec · g7 černý pěšec · h7 černý pěšec · f6 černý jezdec · b5 černý pěšec · c5 černý pěšec · d5 bílý pěšec · c4 bílý pěšec · f3 bílý jezdec · a2 bílý pěšec · b2 bílý pěšec · e2 bílý pěšec · f2 bílý pěšec · g2 bílý pěšec · h2 bílý pěšec · a1 bílý věž · b1 bílý jezdec · c1 bílý střelec · d1 bílý dáma · e1 bílý král · f1 bílý střelec · h1 bílý věž | a8 černý věž · b8 černý jezdec · c8 černý střelec · d8 černý dáma · e8 černý král · f8 černý střelec · h8 černý věž · a7 černý pěšec · d7 černý pěšec · e7 černý pěšec · f7 černý pěšec · g7 černý pěšec · h7 černý pěšec · f6 černý jezdec · b5 černý pěšec · c5 černý pěšec · d5 bílý pěšec · c4 bílý pěšec · f3 bílý jezdec · a2 bílý pěšec · b2 bílý pěšec · e2 bílý pěšec · f2 bílý pěšec · g2 bílý pěšec · h2 bílý pěšec · a1 bílý věž · b1 bílý jezdec · c1 bílý střelec · d1 bílý dáma · e1 bílý král · f1 bílý střelec · h1 bílý věž | a8 černý věž · b8 černý jezdec · c8 černý střelec · d8 černý dáma · e8 černý král · f8 černý střelec · h8 černý věž · a7 černý pěšec · d7 černý pěšec · e7 černý pěšec · f7 černý pěšec · g7 černý pěšec · h7 černý pěšec · f6 černý jezdec · b5 černý pěšec · c5 černý pěšec · d5 bílý pěšec · c4 bílý pěšec · f3 bílý jezdec · a2 bílý pěšec · b2 bílý pěšec · e2 bílý pěšec · f2 bílý pěšec · g2 bílý pěšec · h2 bílý pěšec · a1 bílý věž · b1 bílý jezdec · c1 bílý střelec · d1 bílý dáma · e1 bílý král · f1 bílý střelec · h1 bílý věž | a8 černý věž · b8 černý jezdec · c8 černý střelec · d8 černý dáma · e8 černý král · f8 černý střelec · h8 černý věž · a7 černý pěšec · d7 černý pěšec · e7 černý pěšec · f7 černý pěšec · g7 černý pěšec · h7 černý pěšec · f6 černý jezdec · b5 černý pěšec · c5 černý pěšec · d5 bílý pěšec · c4 bílý pěšec · f3 bílý jezdec · a2 bílý pěšec · b2 bílý pěšec · e2 bílý pěšec · f2 bílý pěšec · g2 bílý pěšec · h2 bílý pěšec · a1 bílý věž · b1 bílý jezdec · c1 bílý střelec · d1 bílý dáma · e1 bílý král · f1 bílý střelec · h1 bílý věž | a8 černý věž · b8 černý jezdec · c8 černý střelec · d8 černý dáma · e8 černý král · f8 černý střelec · h8 černý věž · a7 černý pěšec · d7 černý pěšec · e7 černý pěšec · f7 černý pěšec · g7 černý pěšec · h7 černý pěšec · f6 černý jezdec · b5 černý pěšec · c5 černý pěšec · d5 bílý pěšec · c4 bílý pěšec · f3 bílý jezdec · a2 bílý pěšec · b2 bílý pěšec · e2 bílý pěšec · f2 bílý pěšec · g2 bílý pěšec · h2 bílý pěšec · a1 bílý věž · b1 bílý jezdec · c1 bílý střelec · d1 bílý dáma · e1 bílý král · f1 bílý střelec · h1 bílý věž | 8 |
| 7 | a8 černý věž · b8 černý jezdec · c8 černý střelec · d8 černý dáma · e8 černý král · f8 černý střelec · h8 černý věž · a7 černý pěšec · d7 černý pěšec · e7 černý pěšec · f7 černý pěšec · g7 černý pěšec · h7 černý pěšec · f6 černý jezdec · b5 černý pěšec · c5 černý pěšec · d5 bílý pěšec · c4 bílý pěšec · f3 bílý jezdec · a2 bílý pěšec · b2 bílý pěšec · e2 bílý pěšec · f2 bílý pěšec · g2 bílý pěšec · h2 bílý pěšec · a1 bílý věž · b1 bílý jezdec · c1 bílý střelec · d1 bílý dáma · e1 bílý král · f1 bílý střelec · h1 bílý věž | a8 černý věž · b8 černý jezdec · c8 černý střelec · d8 černý dáma · e8 černý král · f8 černý střelec · h8 černý věž · a7 černý pěšec · d7 černý pěšec · e7 černý pěšec · f7 černý pěšec · g7 černý pěšec · h7 černý pěšec · f6 černý jezdec · b5 černý pěšec · c5 černý pěšec · d5 bílý pěšec · c4 bílý pěšec · f3 bílý jezdec · a2 bílý pěšec · b2 bílý pěšec · e2 bílý pěšec · f2 bílý pěšec · g2 bílý pěšec · h2 bílý pěšec · a1 bílý věž · b1 bílý jezdec · c1 bílý střelec · d1 bílý dáma · e1 bílý král · f1 bílý střelec · h1 bílý věž | a8 černý věž · b8 černý jezdec · c8 černý střelec · d8 černý dáma · e8 černý král · f8 černý střelec · h8 černý věž · a7 černý pěšec · d7 černý pěšec · e7 černý pěšec · f7 černý pěšec · g7 černý pěšec · h7 černý pěšec · f6 černý jezdec · b5 černý pěšec · c5 černý pěšec · d5 bílý pěšec · c4 bílý pěšec · f3 bílý jezdec · a2 bílý pěšec · b2 bílý pěšec · e2 bílý pěšec · f2 bílý pěšec · g2 bílý pěšec · h2 bílý pěšec · a1 bílý věž · b1 bílý jezdec · c1 bílý střelec · d1 bílý dáma · e1 bílý král · f1 bílý střelec · h1 bílý věž | a8 černý věž · b8 černý jezdec · c8 černý střelec · d8 černý dáma · e8 černý král · f8 černý střelec · h8 černý věž · a7 černý pěšec · d7 černý pěšec · e7 černý pěšec · f7 černý pěšec · g7 černý pěšec · h7 černý pěšec · f6 černý jezdec · b5 černý pěšec · c5 černý pěšec · d5 bílý pěšec · c4 bílý pěšec · f3 bílý jezdec · a2 bílý pěšec · b2 bílý pěšec · e2 bílý pěšec · f2 bílý pěšec · g2 bílý pěšec · h2 bílý pěšec · a1 bílý věž · b1 bílý jezdec · c1 bílý střelec · d1 bílý dáma · e1 bílý král · f1 bílý střelec · h1 bílý věž | a8 černý věž · b8 černý jezdec · c8 černý střelec · d8 černý dáma · e8 černý král · f8 černý střelec · h8 černý věž · a7 černý pěšec · d7 černý pěšec · e7 černý pěšec · f7 černý pěšec · g7 černý pěšec · h7 černý pěšec · f6 černý jezdec · b5 černý pěšec · c5 černý pěšec · d5 bílý pěšec · c4 bílý pěšec · f3 bílý jezdec · a2 bílý pěšec · b2 bílý pěšec · e2 bílý pěšec · f2 bílý pěšec · g2 bílý pěšec · h2 bílý pěšec · a1 bílý věž · b1 bílý jezdec · c1 bílý střelec · d1 bílý dáma · e1 bílý král · f1 bílý střelec · h1 bílý věž | a8 černý věž · b8 černý jezdec · c8 černý střelec · d8 černý dáma · e8 černý král · f8 černý střelec · h8 černý věž · a7 černý pěšec · d7 černý pěšec · e7 černý pěšec · f7 černý pěšec · g7 černý pěšec · h7 černý pěšec · f6 černý jezdec · b5 černý pěšec · c5 černý pěšec · d5 bílý pěšec · c4 bílý pěšec · f3 bílý jezdec · a2 bílý pěšec · b2 bílý pěšec · e2 bílý pěšec · f2 bílý pěšec · g2 bílý pěšec · h2 bílý pěšec · a1 bílý věž · b1 bílý jezdec · c1 bílý střelec · d1 bílý dáma · e1 bílý král · f1 bílý střelec · h1 bílý věž | a8 černý věž · b8 černý jezdec · c8 černý střelec · d8 černý dáma · e8 černý král · f8 černý střelec · h8 černý věž · a7 černý pěšec · d7 černý pěšec · e7 černý pěšec · f7 černý pěšec · g7 černý pěšec · h7 černý pěšec · f6 černý jezdec · b5 černý pěšec · c5 černý pěšec · d5 bílý pěšec · c4 bílý pěšec · f3 bílý jezdec · a2 bílý pěšec · b2 bílý pěšec · e2 bílý pěšec · f2 bílý pěšec · g2 bílý pěšec · h2 bílý pěšec · a1 bílý věž · b1 bílý jezdec · c1 bílý střelec · d1 bílý dáma · e1 bílý král · f1 bílý střelec · h1 bílý věž | a8 černý věž · b8 černý jezdec · c8 černý střelec · d8 černý dáma · e8 černý král · f8 černý střelec · h8 černý věž · a7 černý pěšec · d7 černý pěšec · e7 černý pěšec · f7 černý pěšec · g7 černý pěšec · h7 černý pěšec · f6 černý jezdec · b5 černý pěšec · c5 černý pěšec · d5 bílý pěšec · c4 bílý pěšec · f3 bílý jezdec · a2 bílý pěšec · b2 bílý pěšec · e2 bílý pěšec · f2 bílý pěšec · g2 bílý pěšec · h2 bílý pěšec · a1 bílý věž · b1 bílý jezdec · c1 bílý střelec · d1 bílý dáma · e1 bílý král · f1 bílý střelec · h1 bílý věž | 7 |
| 6 | a8 černý věž · b8 černý jezdec · c8 černý střelec · d8 černý dáma · e8 černý král · f8 černý střelec · h8 černý věž · a7 černý pěšec · d7 černý pěšec · e7 černý pěšec · f7 černý pěšec · g7 černý pěšec · h7 černý pěšec · f6 černý jezdec · b5 černý pěšec · c5 černý pěšec · d5 bílý pěšec · c4 bílý pěšec · f3 bílý jezdec · a2 bílý pěšec · b2 bílý pěšec · e2 bílý pěšec · f2 bílý pěšec · g2 bílý pěšec · h2 bílý pěšec · a1 bílý věž · b1 bílý jezdec · c1 bílý střelec · d1 bílý dáma · e1 bílý král · f1 bílý střelec · h1 bílý věž | a8 černý věž · b8 černý jezdec · c8 černý střelec · d8 černý dáma · e8 černý král · f8 černý střelec · h8 černý věž · a7 černý pěšec · d7 černý pěšec · e7 černý pěšec · f7 černý pěšec · g7 černý pěšec · h7 černý pěšec · f6 černý jezdec · b5 černý pěšec · c5 černý pěšec · d5 bílý pěšec · c4 bílý pěšec · f3 bílý jezdec · a2 bílý pěšec · b2 bílý pěšec · e2 bílý pěšec · f2 bílý pěšec · g2 bílý pěšec · h2 bílý pěšec · a1 bílý věž · b1 bílý jezdec · c1 bílý střelec · d1 bílý dáma · e1 bílý král · f1 bílý střelec · h1 bílý věž | a8 černý věž · b8 černý jezdec · c8 černý střelec · d8 černý dáma · e8 černý král · f8 černý střelec · h8 černý věž · a7 černý pěšec · d7 černý pěšec · e7 černý pěšec · f7 černý pěšec · g7 černý pěšec · h7 černý pěšec · f6 černý jezdec · b5 černý pěšec · c5 černý pěšec · d5 bílý pěšec · c4 bílý pěšec · f3 bílý jezdec · a2 bílý pěšec · b2 bílý pěšec · e2 bílý pěšec · f2 bílý pěšec · g2 bílý pěšec · h2 bílý pěšec · a1 bílý věž · b1 bílý jezdec · c1 bílý střelec · d1 bílý dáma · e1 bílý král · f1 bílý střelec · h1 bílý věž | a8 černý věž · b8 černý jezdec · c8 černý střelec · d8 černý dáma · e8 černý král · f8 černý střelec · h8 černý věž · a7 černý pěšec · d7 černý pěšec · e7 černý pěšec · f7 černý pěšec · g7 černý pěšec · h7 černý pěšec · f6 černý jezdec · b5 černý pěšec · c5 černý pěšec · d5 bílý pěšec · c4 bílý pěšec · f3 bílý jezdec · a2 bílý pěšec · b2 bílý pěšec · e2 bílý pěšec · f2 bílý pěšec · g2 bílý pěšec · h2 bílý pěšec · a1 bílý věž · b1 bílý jezdec · c1 bílý střelec · d1 bílý dáma · e1 bílý král · f1 bílý střelec · h1 bílý věž | a8 černý věž · b8 černý jezdec · c8 černý střelec · d8 černý dáma · e8 černý král · f8 černý střelec · h8 černý věž · a7 černý pěšec · d7 černý pěšec · e7 černý pěšec · f7 černý pěšec · g7 černý pěšec · h7 černý pěšec · f6 černý jezdec · b5 černý pěšec · c5 černý pěšec · d5 bílý pěšec · c4 bílý pěšec · f3 bílý jezdec · a2 bílý pěšec · b2 bílý pěšec · e2 bílý pěšec · f2 bílý pěšec · g2 bílý pěšec · h2 bílý pěšec · a1 bílý věž · b1 bílý jezdec · c1 bílý střelec · d1 bílý dáma · e1 bílý král · f1 bílý střelec · h1 bílý věž | a8 černý věž · b8 černý jezdec · c8 černý střelec · d8 černý dáma · e8 černý král · f8 černý střelec · h8 černý věž · a7 černý pěšec · d7 černý pěšec · e7 černý pěšec · f7 černý pěšec · g7 černý pěšec · h7 černý pěšec · f6 černý jezdec · b5 černý pěšec · c5 černý pěšec · d5 bílý pěšec · c4 bílý pěšec · f3 bílý jezdec · a2 bílý pěšec · b2 bílý pěšec · e2 bílý pěšec · f2 bílý pěšec · g2 bílý pěšec · h2 bílý pěšec · a1 bílý věž · b1 bílý jezdec · c1 bílý střelec · d1 bílý dáma · e1 bílý král · f1 bílý střelec · h1 bílý věž | a8 černý věž · b8 černý jezdec · c8 černý střelec · d8 černý dáma · e8 černý král · f8 černý střelec · h8 černý věž · a7 černý pěšec · d7 černý pěšec · e7 černý pěšec · f7 černý pěšec · g7 černý pěšec · h7 černý pěšec · f6 černý jezdec · b5 černý pěšec · c5 černý pěšec · d5 bílý pěšec · c4 bílý pěšec · f3 bílý jezdec · a2 bílý pěšec · b2 bílý pěšec · e2 bílý pěšec · f2 bílý pěšec · g2 bílý pěšec · h2 bílý pěšec · a1 bílý věž · b1 bílý jezdec · c1 bílý střelec · d1 bílý dáma · e1 bílý král · f1 bílý střelec · h1 bílý věž | a8 černý věž · b8 černý jezdec · c8 černý střelec · d8 černý dáma · e8 černý král · f8 černý střelec · h8 černý věž · a7 černý pěšec · d7 černý pěšec · e7 černý pěšec · f7 černý pěšec · g7 černý pěšec · h7 černý pěšec · f6 černý jezdec · b5 černý pěšec · c5 černý pěšec · d5 bílý pěšec · c4 bílý pěšec · f3 bílý jezdec · a2 bílý pěšec · b2 bílý pěšec · e2 bílý pěšec · f2 bílý pěšec · g2 bílý pěšec · h2 bílý pěšec · a1 bílý věž · b1 bílý jezdec · c1 bílý střelec · d1 bílý dáma · e1 bílý král · f1 bílý střelec · h1 bílý věž | 6 |
| 5 | a8 černý věž · b8 černý jezdec · c8 černý střelec · d8 černý dáma · e8 černý král · f8 černý střelec · h8 černý věž · a7 černý pěšec · d7 černý pěšec · e7 černý pěšec · f7 černý pěšec · g7 černý pěšec · h7 černý pěšec · f6 černý jezdec · b5 černý pěšec · c5 černý pěšec · d5 bílý pěšec · c4 bílý pěšec · f3 bílý jezdec · a2 bílý pěšec · b2 bílý pěšec · e2 bílý pěšec · f2 bílý pěšec · g2 bílý pěšec · h2 bílý pěšec · a1 bílý věž · b1 bílý jezdec · c1 bílý střelec · d1 bílý dáma · e1 bílý král · f1 bílý střelec · h1 bílý věž | a8 černý věž · b8 černý jezdec · c8 černý střelec · d8 černý dáma · e8 černý král · f8 černý střelec · h8 černý věž · a7 černý pěšec · d7 černý pěšec · e7 černý pěšec · f7 černý pěšec · g7 černý pěšec · h7 černý pěšec · f6 černý jezdec · b5 černý pěšec · c5 černý pěšec · d5 bílý pěšec · c4 bílý pěšec · f3 bílý jezdec · a2 bílý pěšec · b2 bílý pěšec · e2 bílý pěšec · f2 bílý pěšec · g2 bílý pěšec · h2 bílý pěšec · a1 bílý věž · b1 bílý jezdec · c1 bílý střelec · d1 bílý dáma · e1 bílý král · f1 bílý střelec · h1 bílý věž | a8 černý věž · b8 černý jezdec · c8 černý střelec · d8 černý dáma · e8 černý král · f8 černý střelec · h8 černý věž · a7 černý pěšec · d7 černý pěšec · e7 černý pěšec · f7 černý pěšec · g7 černý pěšec · h7 černý pěšec · f6 černý jezdec · b5 černý pěšec · c5 černý pěšec · d5 bílý pěšec · c4 bílý pěšec · f3 bílý jezdec · a2 bílý pěšec · b2 bílý pěšec · e2 bílý pěšec · f2 bílý pěšec · g2 bílý pěšec · h2 bílý pěšec · a1 bílý věž · b1 bílý jezdec · c1 bílý střelec · d1 bílý dáma · e1 bílý král · f1 bílý střelec · h1 bílý věž | a8 černý věž · b8 černý jezdec · c8 černý střelec · d8 černý dáma · e8 černý král · f8 černý střelec · h8 černý věž · a7 černý pěšec · d7 černý pěšec · e7 černý pěšec · f7 černý pěšec · g7 černý pěšec · h7 černý pěšec · f6 černý jezdec · b5 černý pěšec · c5 černý pěšec · d5 bílý pěšec · c4 bílý pěšec · f3 bílý jezdec · a2 bílý pěšec · b2 bílý pěšec · e2 bílý pěšec · f2 bílý pěšec · g2 bílý pěšec · h2 bílý pěšec · a1 bílý věž · b1 bílý jezdec · c1 bílý střelec · d1 bílý dáma · e1 bílý král · f1 bílý střelec · h1 bílý věž | a8 černý věž · b8 černý jezdec · c8 černý střelec · d8 černý dáma · e8 černý král · f8 černý střelec · h8 černý věž · a7 černý pěšec · d7 černý pěšec · e7 černý pěšec · f7 černý pěšec · g7 černý pěšec · h7 černý pěšec · f6 černý jezdec · b5 černý pěšec · c5 černý pěšec · d5 bílý pěšec · c4 bílý pěšec · f3 bílý jezdec · a2 bílý pěšec · b2 bílý pěšec · e2 bílý pěšec · f2 bílý pěšec · g2 bílý pěšec · h2 bílý pěšec · a1 bílý věž · b1 bílý jezdec · c1 bílý střelec · d1 bílý dáma · e1 bílý král · f1 bílý střelec · h1 bílý věž | a8 černý věž · b8 černý jezdec · c8 černý střelec · d8 černý dáma · e8 černý král · f8 černý střelec · h8 černý věž · a7 černý pěšec · d7 černý pěšec · e7 černý pěšec · f7 černý pěšec · g7 černý pěšec · h7 černý pěšec · f6 černý jezdec · b5 černý pěšec · c5 černý pěšec · d5 bílý pěšec · c4 bílý pěšec · f3 bílý jezdec · a2 bílý pěšec · b2 bílý pěšec · e2 bílý pěšec · f2 bílý pěšec · g2 bílý pěšec · h2 bílý pěšec · a1 bílý věž · b1 bílý jezdec · c1 bílý střelec · d1 bílý dáma · e1 bílý král · f1 bílý střelec · h1 bílý věž | a8 černý věž · b8 černý jezdec · c8 černý střelec · d8 černý dáma · e8 černý král · f8 černý střelec · h8 černý věž · a7 černý pěšec · d7 černý pěšec · e7 černý pěšec · f7 černý pěšec · g7 černý pěšec · h7 černý pěšec · f6 černý jezdec · b5 černý pěšec · c5 černý pěšec · d5 bílý pěšec · c4 bílý pěšec · f3 bílý jezdec · a2 bílý pěšec · b2 bílý pěšec · e2 bílý pěšec · f2 bílý pěšec · g2 bílý pěšec · h2 bílý pěšec · a1 bílý věž · b1 bílý jezdec · c1 bílý střelec · d1 bílý dáma · e1 bílý král · f1 bílý střelec · h1 bílý věž | a8 černý věž · b8 černý jezdec · c8 černý střelec · d8 černý dáma · e8 černý král · f8 černý střelec · h8 černý věž · a7 černý pěšec · d7 černý pěšec · e7 černý pěšec · f7 černý pěšec · g7 černý pěšec · h7 černý pěšec · f6 černý jezdec · b5 černý pěšec · c5 černý pěšec · d5 bílý pěšec · c4 bílý pěšec · f3 bílý jezdec · a2 bílý pěšec · b2 bílý pěšec · e2 bílý pěšec · f2 bílý pěšec · g2 bílý pěšec · h2 bílý pěšec · a1 bílý věž · b1 bílý jezdec · c1 bílý střelec · d1 bílý dáma · e1 bílý král · f1 bílý střelec · h1 bílý věž | 5 |
| 4 | a8 černý věž · b8 černý jezdec · c8 černý střelec · d8 černý dáma · e8 černý král · f8 černý střelec · h8 černý věž · a7 černý pěšec · d7 černý pěšec · e7 černý pěšec · f7 černý pěšec · g7 černý pěšec · h7 černý pěšec · f6 černý jezdec · b5 černý pěšec · c5 černý pěšec · d5 bílý pěšec · c4 bílý pěšec · f3 bílý jezdec · a2 bílý pěšec · b2 bílý pěšec · e2 bílý pěšec · f2 bílý pěšec · g2 bílý pěšec · h2 bílý pěšec · a1 bílý věž · b1 bílý jezdec · c1 bílý střelec · d1 bílý dáma · e1 bílý král · f1 bílý střelec · h1 bílý věž | a8 černý věž · b8 černý jezdec · c8 černý střelec · d8 černý dáma · e8 černý král · f8 černý střelec · h8 černý věž · a7 černý pěšec · d7 černý pěšec · e7 černý pěšec · f7 černý pěšec · g7 černý pěšec · h7 černý pěšec · f6 černý jezdec · b5 černý pěšec · c5 černý pěšec · d5 bílý pěšec · c4 bílý pěšec · f3 bílý jezdec · a2 bílý pěšec · b2 bílý pěšec · e2 bílý pěšec · f2 bílý pěšec · g2 bílý pěšec · h2 bílý pěšec · a1 bílý věž · b1 bílý jezdec · c1 bílý střelec · d1 bílý dáma · e1 bílý král · f1 bílý střelec · h1 bílý věž | a8 černý věž · b8 černý jezdec · c8 černý střelec · d8 černý dáma · e8 černý král · f8 černý střelec · h8 černý věž · a7 černý pěšec · d7 černý pěšec · e7 černý pěšec · f7 černý pěšec · g7 černý pěšec · h7 černý pěšec · f6 černý jezdec · b5 černý pěšec · c5 černý pěšec · d5 bílý pěšec · c4 bílý pěšec · f3 bílý jezdec · a2 bílý pěšec · b2 bílý pěšec · e2 bílý pěšec · f2 bílý pěšec · g2 bílý pěšec · h2 bílý pěšec · a1 bílý věž · b1 bílý jezdec · c1 bílý střelec · d1 bílý dáma · e1 bílý král · f1 bílý střelec · h1 bílý věž | a8 černý věž · b8 černý jezdec · c8 černý střelec · d8 černý dáma · e8 černý král · f8 černý střelec · h8 černý věž · a7 černý pěšec · d7 černý pěšec · e7 černý pěšec · f7 černý pěšec · g7 černý pěšec · h7 černý pěšec · f6 černý jezdec · b5 černý pěšec · c5 černý pěšec · d5 bílý pěšec · c4 bílý pěšec · f3 bílý jezdec · a2 bílý pěšec · b2 bílý pěšec · e2 bílý pěšec · f2 bílý pěšec · g2 bílý pěšec · h2 bílý pěšec · a1 bílý věž · b1 bílý jezdec · c1 bílý střelec · d1 bílý dáma · e1 bílý král · f1 bílý střelec · h1 bílý věž | a8 černý věž · b8 černý jezdec · c8 černý střelec · d8 černý dáma · e8 černý král · f8 černý střelec · h8 černý věž · a7 černý pěšec · d7 černý pěšec · e7 černý pěšec · f7 černý pěšec · g7 černý pěšec · h7 černý pěšec · f6 černý jezdec · b5 černý pěšec · c5 černý pěšec · d5 bílý pěšec · c4 bílý pěšec · f3 bílý jezdec · a2 bílý pěšec · b2 bílý pěšec · e2 bílý pěšec · f2 bílý pěšec · g2 bílý pěšec · h2 bílý pěšec · a1 bílý věž · b1 bílý jezdec · c1 bílý střelec · d1 bílý dáma · e1 bílý král · f1 bílý střelec · h1 bílý věž | a8 černý věž · b8 černý jezdec · c8 černý střelec · d8 černý dáma · e8 černý král · f8 černý střelec · h8 černý věž · a7 černý pěšec · d7 černý pěšec · e7 černý pěšec · f7 černý pěšec · g7 černý pěšec · h7 černý pěšec · f6 černý jezdec · b5 černý pěšec · c5 černý pěšec · d5 bílý pěšec · c4 bílý pěšec · f3 bílý jezdec · a2 bílý pěšec · b2 bílý pěšec · e2 bílý pěšec · f2 bílý pěšec · g2 bílý pěšec · h2 bílý pěšec · a1 bílý věž · b1 bílý jezdec · c1 bílý střelec · d1 bílý dáma · e1 bílý král · f1 bílý střelec · h1 bílý věž | a8 černý věž · b8 černý jezdec · c8 černý střelec · d8 černý dáma · e8 černý král · f8 černý střelec · h8 černý věž · a7 černý pěšec · d7 černý pěšec · e7 černý pěšec · f7 černý pěšec · g7 černý pěšec · h7 černý pěšec · f6 černý jezdec · b5 černý pěšec · c5 černý pěšec · d5 bílý pěšec · c4 bílý pěšec · f3 bílý jezdec · a2 bílý pěšec · b2 bílý pěšec · e2 bílý pěšec · f2 bílý pěšec · g2 bílý pěšec · h2 bílý pěšec · a1 bílý věž · b1 bílý jezdec · c1 bílý střelec · d1 bílý dáma · e1 bílý král · f1 bílý střelec · h1 bílý věž | a8 černý věž · b8 černý jezdec · c8 černý střelec · d8 černý dáma · e8 černý král · f8 černý střelec · h8 černý věž · a7 černý pěšec · d7 černý pěšec · e7 černý pěšec · f7 černý pěšec · g7 černý pěšec · h7 černý pěšec · f6 černý jezdec · b5 černý pěšec · c5 černý pěšec · d5 bílý pěšec · c4 bílý pěšec · f3 bílý jezdec · a2 bílý pěšec · b2 bílý pěšec · e2 bílý pěšec · f2 bílý pěšec · g2 bílý pěšec · h2 bílý pěšec · a1 bílý věž · b1 bílý jezdec · c1 bílý střelec · d1 bílý dáma · e1 bílý král · f1 bílý střelec · h1 bílý věž | 4 |
| 3 | a8 černý věž · b8 černý jezdec · c8 černý střelec · d8 černý dáma · e8 černý král · f8 černý střelec · h8 černý věž · a7 černý pěšec · d7 černý pěšec · e7 černý pěšec · f7 černý pěšec · g7 černý pěšec · h7 černý pěšec · f6 černý jezdec · b5 černý pěšec · c5 černý pěšec · d5 bílý pěšec · c4 bílý pěšec · f3 bílý jezdec · a2 bílý pěšec · b2 bílý pěšec · e2 bílý pěšec · f2 bílý pěšec · g2 bílý pěšec · h2 bílý pěšec · a1 bílý věž · b1 bílý jezdec · c1 bílý střelec · d1 bílý dáma · e1 bílý král · f1 bílý střelec · h1 bílý věž | a8 černý věž · b8 černý jezdec · c8 černý střelec · d8 černý dáma · e8 černý král · f8 černý střelec · h8 černý věž · a7 černý pěšec · d7 černý pěšec · e7 černý pěšec · f7 černý pěšec · g7 černý pěšec · h7 černý pěšec · f6 černý jezdec · b5 černý pěšec · c5 černý pěšec · d5 bílý pěšec · c4 bílý pěšec · f3 bílý jezdec · a2 bílý pěšec · b2 bílý pěšec · e2 bílý pěšec · f2 bílý pěšec · g2 bílý pěšec · h2 bílý pěšec · a1 bílý věž · b1 bílý jezdec · c1 bílý střelec · d1 bílý dáma · e1 bílý král · f1 bílý střelec · h1 bílý věž | a8 černý věž · b8 černý jezdec · c8 černý střelec · d8 černý dáma · e8 černý král · f8 černý střelec · h8 černý věž · a7 černý pěšec · d7 černý pěšec · e7 černý pěšec · f7 černý pěšec · g7 černý pěšec · h7 černý pěšec · f6 černý jezdec · b5 černý pěšec · c5 černý pěšec · d5 bílý pěšec · c4 bílý pěšec · f3 bílý jezdec · a2 bílý pěšec · b2 bílý pěšec · e2 bílý pěšec · f2 bílý pěšec · g2 bílý pěšec · h2 bílý pěšec · a1 bílý věž · b1 bílý jezdec · c1 bílý střelec · d1 bílý dáma · e1 bílý král · f1 bílý střelec · h1 bílý věž | a8 černý věž · b8 černý jezdec · c8 černý střelec · d8 černý dáma · e8 černý král · f8 černý střelec · h8 černý věž · a7 černý pěšec · d7 černý pěšec · e7 černý pěšec · f7 černý pěšec · g7 černý pěšec · h7 černý pěšec · f6 černý jezdec · b5 černý pěšec · c5 černý pěšec · d5 bílý pěšec · c4 bílý pěšec · f3 bílý jezdec · a2 bílý pěšec · b2 bílý pěšec · e2 bílý pěšec · f2 bílý pěšec · g2 bílý pěšec · h2 bílý pěšec · a1 bílý věž · b1 bílý jezdec · c1 bílý střelec · d1 bílý dáma · e1 bílý král · f1 bílý střelec · h1 bílý věž | a8 černý věž · b8 černý jezdec · c8 černý střelec · d8 černý dáma · e8 černý král · f8 černý střelec · h8 černý věž · a7 černý pěšec · d7 černý pěšec · e7 černý pěšec · f7 černý pěšec · g7 černý pěšec · h7 černý pěšec · f6 černý jezdec · b5 černý pěšec · c5 černý pěšec · d5 bílý pěšec · c4 bílý pěšec · f3 bílý jezdec · a2 bílý pěšec · b2 bílý pěšec · e2 bílý pěšec · f2 bílý pěšec · g2 bílý pěšec · h2 bílý pěšec · a1 bílý věž · b1 bílý jezdec · c1 bílý střelec · d1 bílý dáma · e1 bílý král · f1 bílý střelec · h1 bílý věž | a8 černý věž · b8 černý jezdec · c8 černý střelec · d8 černý dáma · e8 černý král · f8 černý střelec · h8 černý věž · a7 černý pěšec · d7 černý pěšec · e7 černý pěšec · f7 černý pěšec · g7 černý pěšec · h7 černý pěšec · f6 černý jezdec · b5 černý pěšec · c5 černý pěšec · d5 bílý pěšec · c4 bílý pěšec · f3 bílý jezdec · a2 bílý pěšec · b2 bílý pěšec · e2 bílý pěšec · f2 bílý pěšec · g2 bílý pěšec · h2 bílý pěšec · a1 bílý věž · b1 bílý jezdec · c1 bílý střelec · d1 bílý dáma · e1 bílý král · f1 bílý střelec · h1 bílý věž | a8 černý věž · b8 černý jezdec · c8 černý střelec · d8 černý dáma · e8 černý král · f8 černý střelec · h8 černý věž · a7 černý pěšec · d7 černý pěšec · e7 černý pěšec · f7 černý pěšec · g7 černý pěšec · h7 černý pěšec · f6 černý jezdec · b5 černý pěšec · c5 černý pěšec · d5 bílý pěšec · c4 bílý pěšec · f3 bílý jezdec · a2 bílý pěšec · b2 bílý pěšec · e2 bílý pěšec · f2 bílý pěšec · g2 bílý pěšec · h2 bílý pěšec · a1 bílý věž · b1 bílý jezdec · c1 bílý střelec · d1 bílý dáma · e1 bílý král · f1 bílý střelec · h1 bílý věž | a8 černý věž · b8 černý jezdec · c8 černý střelec · d8 černý dáma · e8 černý král · f8 černý střelec · h8 černý věž · a7 černý pěšec · d7 černý pěšec · e7 černý pěšec · f7 černý pěšec · g7 černý pěšec · h7 černý pěšec · f6 černý jezdec · b5 černý pěšec · c5 černý pěšec · d5 bílý pěšec · c4 bílý pěšec · f3 bílý jezdec · a2 bílý pěšec · b2 bílý pěšec · e2 bílý pěšec · f2 bílý pěšec · g2 bílý pěšec · h2 bílý pěšec · a1 bílý věž · b1 bílý jezdec · c1 bílý střelec · d1 bílý dáma · e1 bílý král · f1 bílý střelec · h1 bílý věž | 3 |
| 2 | a8 černý věž · b8 černý jezdec · c8 černý střelec · d8 černý dáma · e8 černý král · f8 černý střelec · h8 černý věž · a7 černý pěšec · d7 černý pěšec · e7 černý pěšec · f7 černý pěšec · g7 černý pěšec · h7 černý pěšec · f6 černý jezdec · b5 černý pěšec · c5 černý pěšec · d5 bílý pěšec · c4 bílý pěšec · f3 bílý jezdec · a2 bílý pěšec · b2 bílý pěšec · e2 bílý pěšec · f2 bílý pěšec · g2 bílý pěšec · h2 bílý pěšec · a1 bílý věž · b1 bílý jezdec · c1 bílý střelec · d1 bílý dáma · e1 bílý král · f1 bílý střelec · h1 bílý věž | a8 černý věž · b8 černý jezdec · c8 černý střelec · d8 černý dáma · e8 černý král · f8 černý střelec · h8 černý věž · a7 černý pěšec · d7 černý pěšec · e7 černý pěšec · f7 černý pěšec · g7 černý pěšec · h7 černý pěšec · f6 černý jezdec · b5 černý pěšec · c5 černý pěšec · d5 bílý pěšec · c4 bílý pěšec · f3 bílý jezdec · a2 bílý pěšec · b2 bílý pěšec · e2 bílý pěšec · f2 bílý pěšec · g2 bílý pěšec · h2 bílý pěšec · a1 bílý věž · b1 bílý jezdec · c1 bílý střelec · d1 bílý dáma · e1 bílý král · f1 bílý střelec · h1 bílý věž | a8 černý věž · b8 černý jezdec · c8 černý střelec · d8 černý dáma · e8 černý král · f8 černý střelec · h8 černý věž · a7 černý pěšec · d7 černý pěšec · e7 černý pěšec · f7 černý pěšec · g7 černý pěšec · h7 černý pěšec · f6 černý jezdec · b5 černý pěšec · c5 černý pěšec · d5 bílý pěšec · c4 bílý pěšec · f3 bílý jezdec · a2 bílý pěšec · b2 bílý pěšec · e2 bílý pěšec · f2 bílý pěšec · g2 bílý pěšec · h2 bílý pěšec · a1 bílý věž · b1 bílý jezdec · c1 bílý střelec · d1 bílý dáma · e1 bílý král · f1 bílý střelec · h1 bílý věž | a8 černý věž · b8 černý jezdec · c8 černý střelec · d8 černý dáma · e8 černý král · f8 černý střelec · h8 černý věž · a7 černý pěšec · d7 černý pěšec · e7 černý pěšec · f7 černý pěšec · g7 černý pěšec · h7 černý pěšec · f6 černý jezdec · b5 černý pěšec · c5 černý pěšec · d5 bílý pěšec · c4 bílý pěšec · f3 bílý jezdec · a2 bílý pěšec · b2 bílý pěšec · e2 bílý pěšec · f2 bílý pěšec · g2 bílý pěšec · h2 bílý pěšec · a1 bílý věž · b1 bílý jezdec · c1 bílý střelec · d1 bílý dáma · e1 bílý král · f1 bílý střelec · h1 bílý věž | a8 černý věž · b8 černý jezdec · c8 černý střelec · d8 černý dáma · e8 černý král · f8 černý střelec · h8 černý věž · a7 černý pěšec · d7 černý pěšec · e7 černý pěšec · f7 černý pěšec · g7 černý pěšec · h7 černý pěšec · f6 černý jezdec · b5 černý pěšec · c5 černý pěšec · d5 bílý pěšec · c4 bílý pěšec · f3 bílý jezdec · a2 bílý pěšec · b2 bílý pěšec · e2 bílý pěšec · f2 bílý pěšec · g2 bílý pěšec · h2 bílý pěšec · a1 bílý věž · b1 bílý jezdec · c1 bílý střelec · d1 bílý dáma · e1 bílý král · f1 bílý střelec · h1 bílý věž | a8 černý věž · b8 černý jezdec · c8 černý střelec · d8 černý dáma · e8 černý král · f8 černý střelec · h8 černý věž · a7 černý pěšec · d7 černý pěšec · e7 černý pěšec · f7 černý pěšec · g7 černý pěšec · h7 černý pěšec · f6 černý jezdec · b5 černý pěšec · c5 černý pěšec · d5 bílý pěšec · c4 bílý pěšec · f3 bílý jezdec · a2 bílý pěšec · b2 bílý pěšec · e2 bílý pěšec · f2 bílý pěšec · g2 bílý pěšec · h2 bílý pěšec · a1 bílý věž · b1 bílý jezdec · c1 bílý střelec · d1 bílý dáma · e1 bílý král · f1 bílý střelec · h1 bílý věž | a8 černý věž · b8 černý jezdec · c8 černý střelec · d8 černý dáma · e8 černý král · f8 černý střelec · h8 černý věž · a7 černý pěšec · d7 černý pěšec · e7 černý pěšec · f7 černý pěšec · g7 černý pěšec · h7 černý pěšec · f6 černý jezdec · b5 černý pěšec · c5 černý pěšec · d5 bílý pěšec · c4 bílý pěšec · f3 bílý jezdec · a2 bílý pěšec · b2 bílý pěšec · e2 bílý pěšec · f2 bílý pěšec · g2 bílý pěšec · h2 bílý pěšec · a1 bílý věž · b1 bílý jezdec · c1 bílý střelec · d1 bílý dáma · e1 bílý král · f1 bílý střelec · h1 bílý věž | a8 černý věž · b8 černý jezdec · c8 černý střelec · d8 černý dáma · e8 černý král · f8 černý střelec · h8 černý věž · a7 černý pěšec · d7 černý pěšec · e7 černý pěšec · f7 černý pěšec · g7 černý pěšec · h7 černý pěšec · f6 černý jezdec · b5 černý pěšec · c5 černý pěšec · d5 bílý pěšec · c4 bílý pěšec · f3 bílý jezdec · a2 bílý pěšec · b2 bílý pěšec · e2 bílý pěšec · f2 bílý pěšec · g2 bílý pěšec · h2 bílý pěšec · a1 bílý věž · b1 bílý jezdec · c1 bílý střelec · d1 bílý dáma · e1 bílý král · f1 bílý střelec · h1 bílý věž | 2 |
| 1 | a8 černý věž · b8 černý jezdec · c8 černý střelec · d8 černý dáma · e8 černý král · f8 černý střelec · h8 černý věž · a7 černý pěšec · d7 černý pěšec · e7 černý pěšec · f7 černý pěšec · g7 černý pěšec · h7 černý pěšec · f6 černý jezdec · b5 černý pěšec · c5 černý pěšec · d5 bílý pěšec · c4 bílý pěšec · f3 bílý jezdec · a2 bílý pěšec · b2 bílý pěšec · e2 bílý pěšec · f2 bílý pěšec · g2 bílý pěšec · h2 bílý pěšec · a1 bílý věž · b1 bílý jezdec · c1 bílý střelec · d1 bílý dáma · e1 bílý král · f1 bílý střelec · h1 bílý věž | a8 černý věž · b8 černý jezdec · c8 černý střelec · d8 černý dáma · e8 černý král · f8 černý střelec · h8 černý věž · a7 černý pěšec · d7 černý pěšec · e7 černý pěšec · f7 černý pěšec · g7 černý pěšec · h7 černý pěšec · f6 černý jezdec · b5 černý pěšec · c5 černý pěšec · d5 bílý pěšec · c4 bílý pěšec · f3 bílý jezdec · a2 bílý pěšec · b2 bílý pěšec · e2 bílý pěšec · f2 bílý pěšec · g2 bílý pěšec · h2 bílý pěšec · a1 bílý věž · b1 bílý jezdec · c1 bílý střelec · d1 bílý dáma · e1 bílý král · f1 bílý střelec · h1 bílý věž | a8 černý věž · b8 černý jezdec · c8 černý střelec · d8 černý dáma · e8 černý král · f8 černý střelec · h8 černý věž · a7 černý pěšec · d7 černý pěšec · e7 černý pěšec · f7 černý pěšec · g7 černý pěšec · h7 černý pěšec · f6 černý jezdec · b5 černý pěšec · c5 černý pěšec · d5 bílý pěšec · c4 bílý pěšec · f3 bílý jezdec · a2 bílý pěšec · b2 bílý pěšec · e2 bílý pěšec · f2 bílý pěšec · g2 bílý pěšec · h2 bílý pěšec · a1 bílý věž · b1 bílý jezdec · c1 bílý střelec · d1 bílý dáma · e1 bílý král · f1 bílý střelec · h1 bílý věž | a8 černý věž · b8 černý jezdec · c8 černý střelec · d8 černý dáma · e8 černý král · f8 černý střelec · h8 černý věž · a7 černý pěšec · d7 černý pěšec · e7 černý pěšec · f7 černý pěšec · g7 černý pěšec · h7 černý pěšec · f6 černý jezdec · b5 černý pěšec · c5 černý pěšec · d5 bílý pěšec · c4 bílý pěšec · f3 bílý jezdec · a2 bílý pěšec · b2 bílý pěšec · e2 bílý pěšec · f2 bílý pěšec · g2 bílý pěšec · h2 bílý pěšec · a1 bílý věž · b1 bílý jezdec · c1 bílý střelec · d1 bílý dáma · e1 bílý král · f1 bílý střelec · h1 bílý věž | a8 černý věž · b8 černý jezdec · c8 černý střelec · d8 černý dáma · e8 černý král · f8 černý střelec · h8 černý věž · a7 černý pěšec · d7 černý pěšec · e7 černý pěšec · f7 černý pěšec · g7 černý pěšec · h7 černý pěšec · f6 černý jezdec · b5 černý pěšec · c5 černý pěšec · d5 bílý pěšec · c4 bílý pěšec · f3 bílý jezdec · a2 bílý pěšec · b2 bílý pěšec · e2 bílý pěšec · f2 bílý pěšec · g2 bílý pěšec · h2 bílý pěšec · a1 bílý věž · b1 bílý jezdec · c1 bílý střelec · d1 bílý dáma · e1 bílý král · f1 bílý střelec · h1 bílý věž | a8 černý věž · b8 černý jezdec · c8 černý střelec · d8 černý dáma · e8 černý král · f8 černý střelec · h8 černý věž · a7 černý pěšec · d7 černý pěšec · e7 černý pěšec · f7 černý pěšec · g7 černý pěšec · h7 černý pěšec · f6 černý jezdec · b5 černý pěšec · c5 černý pěšec · d5 bílý pěšec · c4 bílý pěšec · f3 bílý jezdec · a2 bílý pěšec · b2 bílý pěšec · e2 bílý pěšec · f2 bílý pěšec · g2 bílý pěšec · h2 bílý pěšec · a1 bílý věž · b1 bílý jezdec · c1 bílý střelec · d1 bílý dáma · e1 bílý král · f1 bílý střelec · h1 bílý věž | a8 černý věž · b8 černý jezdec · c8 černý střelec · d8 černý dáma · e8 černý král · f8 černý střelec · h8 černý věž · a7 černý pěšec · d7 černý pěšec · e7 černý pěšec · f7 černý pěšec · g7 černý pěšec · h7 černý pěšec · f6 černý jezdec · b5 černý pěšec · c5 černý pěšec · d5 bílý pěšec · c4 bílý pěšec · f3 bílý jezdec · a2 bílý pěšec · b2 bílý pěšec · e2 bílý pěšec · f2 bílý pěšec · g2 bílý pěšec · h2 bílý pěšec · a1 bílý věž · b1 bílý jezdec · c1 bílý střelec · d1 bílý dáma · e1 bílý král · f1 bílý střelec · h1 bílý věž | a8 černý věž · b8 černý jezdec · c8 černý střelec · d8 černý dáma · e8 černý král · f8 černý střelec · h8 černý věž · a7 černý pěšec · d7 černý pěšec · e7 černý pěšec · f7 černý pěšec · g7 černý pěšec · h7 černý pěšec · f6 černý jezdec · b5 černý pěšec · c5 černý pěšec · d5 bílý pěšec · c4 bílý pěšec · f3 bílý jezdec · a2 bílý pěšec · b2 bílý pěšec · e2 bílý pěšec · f2 bílý pěšec · g2 bílý pěšec · h2 bílý pěšec · a1 bílý věž · b1 bílý jezdec · c1 bílý střelec · d1 bílý dáma · e1 bílý král · f1 bílý střelec · h1 bílý věž | 1 |
|   | a | b | c | d | e | f | g | h |   |

|   | a | b | c | d | e | f | g | h |   |
| 8 | a8 černý věž · b8 černý jezdec · c8 černý střelec · d8 černý dáma · e8 černý král · f8 černý střelec · h8 černý věž · d7 černý pěšec · e7 černý pěšec · f7 černý pěšec · g7 černý pěšec · h7 černý pěšec · a6 černý pěšec · b6 bílý pěšec · f6 černý jezdec · c5 černý pěšec · d5 bílý pěšec · a2 bílý pěšec · b2 bílý pěšec · e2 bílý pěšec · f2 bílý pěšec · g2 bílý pěšec · h2 bílý pěšec · a1 bílý věž · b1 bílý jezdec · c1 bílý střelec · d1 bílý dáma · e1 bílý král · f1 bílý střelec · g1 bílý jezdec · h1 bílý věž | a8 černý věž · b8 černý jezdec · c8 černý střelec · d8 černý dáma · e8 černý král · f8 černý střelec · h8 černý věž · d7 černý pěšec · e7 černý pěšec · f7 černý pěšec · g7 černý pěšec · h7 černý pěšec · a6 černý pěšec · b6 bílý pěšec · f6 černý jezdec · c5 černý pěšec · d5 bílý pěšec · a2 bílý pěšec · b2 bílý pěšec · e2 bílý pěšec · f2 bílý pěšec · g2 bílý pěšec · h2 bílý pěšec · a1 bílý věž · b1 bílý jezdec · c1 bílý střelec · d1 bílý dáma · e1 bílý král · f1 bílý střelec · g1 bílý jezdec · h1 bílý věž | a8 černý věž · b8 černý jezdec · c8 černý střelec · d8 černý dáma · e8 černý král · f8 černý střelec · h8 černý věž · d7 černý pěšec · e7 černý pěšec · f7 černý pěšec · g7 černý pěšec · h7 černý pěšec · a6 černý pěšec · b6 bílý pěšec · f6 černý jezdec · c5 černý pěšec · d5 bílý pěšec · a2 bílý pěšec · b2 bílý pěšec · e2 bílý pěšec · f2 bílý pěšec · g2 bílý pěšec · h2 bílý pěšec · a1 bílý věž · b1 bílý jezdec · c1 bílý střelec · d1 bílý dáma · e1 bílý král · f1 bílý střelec · g1 bílý jezdec · h1 bílý věž | a8 černý věž · b8 černý jezdec · c8 černý střelec · d8 černý dáma · e8 černý král · f8 černý střelec · h8 černý věž · d7 černý pěšec · e7 černý pěšec · f7 černý pěšec · g7 černý pěšec · h7 černý pěšec · a6 černý pěšec · b6 bílý pěšec · f6 černý jezdec · c5 černý pěšec · d5 bílý pěšec · a2 bílý pěšec · b2 bílý pěšec · e2 bílý pěšec · f2 bílý pěšec · g2 bílý pěšec · h2 bílý pěšec · a1 bílý věž · b1 bílý jezdec · c1 bílý střelec · d1 bílý dáma · e1 bílý král · f1 bílý střelec · g1 bílý jezdec · h1 bílý věž | a8 černý věž · b8 černý jezdec · c8 černý střelec · d8 černý dáma · e8 černý král · f8 černý střelec · h8 černý věž · d7 černý pěšec · e7 černý pěšec · f7 černý pěšec · g7 černý pěšec · h7 černý pěšec · a6 černý pěšec · b6 bílý pěšec · f6 černý jezdec · c5 černý pěšec · d5 bílý pěšec · a2 bílý pěšec · b2 bílý pěšec · e2 bílý pěšec · f2 bílý pěšec · g2 bílý pěšec · h2 bílý pěšec · a1 bílý věž · b1 bílý jezdec · c1 bílý střelec · d1 bílý dáma · e1 bílý král · f1 bílý střelec · g1 bílý jezdec · h1 bílý věž | a8 černý věž · b8 černý jezdec · c8 černý střelec · d8 černý dáma · e8 černý král · f8 černý střelec · h8 černý věž · d7 černý pěšec · e7 černý pěšec · f7 černý pěšec · g7 černý pěšec · h7 černý pěšec · a6 černý pěšec · b6 bílý pěšec · f6 černý jezdec · c5 černý pěšec · d5 bílý pěšec · a2 bílý pěšec · b2 bílý pěšec · e2 bílý pěšec · f2 bílý pěšec · g2 bílý pěšec · h2 bílý pěšec · a1 bílý věž · b1 bílý jezdec · c1 bílý střelec · d1 bílý dáma · e1 bílý král · f1 bílý střelec · g1 bílý jezdec · h1 bílý věž | a8 černý věž · b8 černý jezdec · c8 černý střelec · d8 černý dáma · e8 černý král · f8 černý střelec · h8 černý věž · d7 černý pěšec · e7 černý pěšec · f7 černý pěšec · g7 černý pěšec · h7 černý pěšec · a6 černý pěšec · b6 bílý pěšec · f6 černý jezdec · c5 černý pěšec · d5 bílý pěšec · a2 bílý pěšec · b2 bílý pěšec · e2 bílý pěšec · f2 bílý pěšec · g2 bílý pěšec · h2 bílý pěšec · a1 bílý věž · b1 bílý jezdec · c1 bílý střelec · d1 bílý dáma · e1 bílý král · f1 bílý střelec · g1 bílý jezdec · h1 bílý věž | a8 černý věž · b8 černý jezdec · c8 černý střelec · d8 černý dáma · e8 černý král · f8 černý střelec · h8 černý věž · d7 černý pěšec · e7 černý pěšec · f7 černý pěšec · g7 černý pěšec · h7 černý pěšec · a6 černý pěšec · b6 bílý pěšec · f6 černý jezdec · c5 černý pěšec · d5 bílý pěšec · a2 bílý pěšec · b2 bílý pěšec · e2 bílý pěšec · f2 bílý pěšec · g2 bílý pěšec · h2 bílý pěšec · a1 bílý věž · b1 bílý jezdec · c1 bílý střelec · d1 bílý dáma · e1 bílý král · f1 bílý střelec · g1 bílý jezdec · h1 bílý věž | 8 |
| 7 | a8 černý věž · b8 černý jezdec · c8 černý střelec · d8 černý dáma · e8 černý král · f8 černý střelec · h8 černý věž · d7 černý pěšec · e7 černý pěšec · f7 černý pěšec · g7 černý pěšec · h7 černý pěšec · a6 černý pěšec · b6 bílý pěšec · f6 černý jezdec · c5 černý pěšec · d5 bílý pěšec · a2 bílý pěšec · b2 bílý pěšec · e2 bílý pěšec · f2 bílý pěšec · g2 bílý pěšec · h2 bílý pěšec · a1 bílý věž · b1 bílý jezdec · c1 bílý střelec · d1 bílý dáma · e1 bílý král · f1 bílý střelec · g1 bílý jezdec · h1 bílý věž | a8 černý věž · b8 černý jezdec · c8 černý střelec · d8 černý dáma · e8 černý král · f8 černý střelec · h8 černý věž · d7 černý pěšec · e7 černý pěšec · f7 černý pěšec · g7 černý pěšec · h7 černý pěšec · a6 černý pěšec · b6 bílý pěšec · f6 černý jezdec · c5 černý pěšec · d5 bílý pěšec · a2 bílý pěšec · b2 bílý pěšec · e2 bílý pěšec · f2 bílý pěšec · g2 bílý pěšec · h2 bílý pěšec · a1 bílý věž · b1 bílý jezdec · c1 bílý střelec · d1 bílý dáma · e1 bílý král · f1 bílý střelec · g1 bílý jezdec · h1 bílý věž | a8 černý věž · b8 černý jezdec · c8 černý střelec · d8 černý dáma · e8 černý král · f8 černý střelec · h8 černý věž · d7 černý pěšec · e7 černý pěšec · f7 černý pěšec · g7 černý pěšec · h7 černý pěšec · a6 černý pěšec · b6 bílý pěšec · f6 černý jezdec · c5 černý pěšec · d5 bílý pěšec · a2 bílý pěšec · b2 bílý pěšec · e2 bílý pěšec · f2 bílý pěšec · g2 bílý pěšec · h2 bílý pěšec · a1 bílý věž · b1 bílý jezdec · c1 bílý střelec · d1 bílý dáma · e1 bílý král · f1 bílý střelec · g1 bílý jezdec · h1 bílý věž | a8 černý věž · b8 černý jezdec · c8 černý střelec · d8 černý dáma · e8 černý král · f8 černý střelec · h8 černý věž · d7 černý pěšec · e7 černý pěšec · f7 černý pěšec · g7 černý pěšec · h7 černý pěšec · a6 černý pěšec · b6 bílý pěšec · f6 černý jezdec · c5 černý pěšec · d5 bílý pěšec · a2 bílý pěšec · b2 bílý pěšec · e2 bílý pěšec · f2 bílý pěšec · g2 bílý pěšec · h2 bílý pěšec · a1 bílý věž · b1 bílý jezdec · c1 bílý střelec · d1 bílý dáma · e1 bílý král · f1 bílý střelec · g1 bílý jezdec · h1 bílý věž | a8 černý věž · b8 černý jezdec · c8 černý střelec · d8 černý dáma · e8 černý král · f8 černý střelec · h8 černý věž · d7 černý pěšec · e7 černý pěšec · f7 černý pěšec · g7 černý pěšec · h7 černý pěšec · a6 černý pěšec · b6 bílý pěšec · f6 černý jezdec · c5 černý pěšec · d5 bílý pěšec · a2 bílý pěšec · b2 bílý pěšec · e2 bílý pěšec · f2 bílý pěšec · g2 bílý pěšec · h2 bílý pěšec · a1 bílý věž · b1 bílý jezdec · c1 bílý střelec · d1 bílý dáma · e1 bílý král · f1 bílý střelec · g1 bílý jezdec · h1 bílý věž | a8 černý věž · b8 černý jezdec · c8 černý střelec · d8 černý dáma · e8 černý král · f8 černý střelec · h8 černý věž · d7 černý pěšec · e7 černý pěšec · f7 černý pěšec · g7 černý pěšec · h7 černý pěšec · a6 černý pěšec · b6 bílý pěšec · f6 černý jezdec · c5 černý pěšec · d5 bílý pěšec · a2 bílý pěšec · b2 bílý pěšec · e2 bílý pěšec · f2 bílý pěšec · g2 bílý pěšec · h2 bílý pěšec · a1 bílý věž · b1 bílý jezdec · c1 bílý střelec · d1 bílý dáma · e1 bílý král · f1 bílý střelec · g1 bílý jezdec · h1 bílý věž | a8 černý věž · b8 černý jezdec · c8 černý střelec · d8 černý dáma · e8 černý král · f8 černý střelec · h8 černý věž · d7 černý pěšec · e7 černý pěšec · f7 černý pěšec · g7 černý pěšec · h7 černý pěšec · a6 černý pěšec · b6 bílý pěšec · f6 černý jezdec · c5 černý pěšec · d5 bílý pěšec · a2 bílý pěšec · b2 bílý pěšec · e2 bílý pěšec · f2 bílý pěšec · g2 bílý pěšec · h2 bílý pěšec · a1 bílý věž · b1 bílý jezdec · c1 bílý střelec · d1 bílý dáma · e1 bílý král · f1 bílý střelec · g1 bílý jezdec · h1 bílý věž | a8 černý věž · b8 černý jezdec · c8 černý střelec · d8 černý dáma · e8 černý král · f8 černý střelec · h8 černý věž · d7 černý pěšec · e7 černý pěšec · f7 černý pěšec · g7 černý pěšec · h7 černý pěšec · a6 černý pěšec · b6 bílý pěšec · f6 černý jezdec · c5 černý pěšec · d5 bílý pěšec · a2 bílý pěšec · b2 bílý pěšec · e2 bílý pěšec · f2 bílý pěšec · g2 bílý pěšec · h2 bílý pěšec · a1 bílý věž · b1 bílý jezdec · c1 bílý střelec · d1 bílý dáma · e1 bílý král · f1 bílý střelec · g1 bílý jezdec · h1 bílý věž | 7 |
| 6 | a8 černý věž · b8 černý jezdec · c8 černý střelec · d8 černý dáma · e8 černý král · f8 černý střelec · h8 černý věž · d7 černý pěšec · e7 černý pěšec · f7 černý pěšec · g7 černý pěšec · h7 černý pěšec · a6 černý pěšec · b6 bílý pěšec · f6 černý jezdec · c5 černý pěšec · d5 bílý pěšec · a2 bílý pěšec · b2 bílý pěšec · e2 bílý pěšec · f2 bílý pěšec · g2 bílý pěšec · h2 bílý pěšec · a1 bílý věž · b1 bílý jezdec · c1 bílý střelec · d1 bílý dáma · e1 bílý král · f1 bílý střelec · g1 bílý jezdec · h1 bílý věž | a8 černý věž · b8 černý jezdec · c8 černý střelec · d8 černý dáma · e8 černý král · f8 černý střelec · h8 černý věž · d7 černý pěšec · e7 černý pěšec · f7 černý pěšec · g7 černý pěšec · h7 černý pěšec · a6 černý pěšec · b6 bílý pěšec · f6 černý jezdec · c5 černý pěšec · d5 bílý pěšec · a2 bílý pěšec · b2 bílý pěšec · e2 bílý pěšec · f2 bílý pěšec · g2 bílý pěšec · h2 bílý pěšec · a1 bílý věž · b1 bílý jezdec · c1 bílý střelec · d1 bílý dáma · e1 bílý král · f1 bílý střelec · g1 bílý jezdec · h1 bílý věž | a8 černý věž · b8 černý jezdec · c8 černý střelec · d8 černý dáma · e8 černý král · f8 černý střelec · h8 černý věž · d7 černý pěšec · e7 černý pěšec · f7 černý pěšec · g7 černý pěšec · h7 černý pěšec · a6 černý pěšec · b6 bílý pěšec · f6 černý jezdec · c5 černý pěšec · d5 bílý pěšec · a2 bílý pěšec · b2 bílý pěšec · e2 bílý pěšec · f2 bílý pěšec · g2 bílý pěšec · h2 bílý pěšec · a1 bílý věž · b1 bílý jezdec · c1 bílý střelec · d1 bílý dáma · e1 bílý král · f1 bílý střelec · g1 bílý jezdec · h1 bílý věž | a8 černý věž · b8 černý jezdec · c8 černý střelec · d8 černý dáma · e8 černý král · f8 černý střelec · h8 černý věž · d7 černý pěšec · e7 černý pěšec · f7 černý pěšec · g7 černý pěšec · h7 černý pěšec · a6 černý pěšec · b6 bílý pěšec · f6 černý jezdec · c5 černý pěšec · d5 bílý pěšec · a2 bílý pěšec · b2 bílý pěšec · e2 bílý pěšec · f2 bílý pěšec · g2 bílý pěšec · h2 bílý pěšec · a1 bílý věž · b1 bílý jezdec · c1 bílý střelec · d1 bílý dáma · e1 bílý král · f1 bílý střelec · g1 bílý jezdec · h1 bílý věž | a8 černý věž · b8 černý jezdec · c8 černý střelec · d8 černý dáma · e8 černý král · f8 černý střelec · h8 černý věž · d7 černý pěšec · e7 černý pěšec · f7 černý pěšec · g7 černý pěšec · h7 černý pěšec · a6 černý pěšec · b6 bílý pěšec · f6 černý jezdec · c5 černý pěšec · d5 bílý pěšec · a2 bílý pěšec · b2 bílý pěšec · e2 bílý pěšec · f2 bílý pěšec · g2 bílý pěšec · h2 bílý pěšec · a1 bílý věž · b1 bílý jezdec · c1 bílý střelec · d1 bílý dáma · e1 bílý král · f1 bílý střelec · g1 bílý jezdec · h1 bílý věž | a8 černý věž · b8 černý jezdec · c8 černý střelec · d8 černý dáma · e8 černý král · f8 černý střelec · h8 černý věž · d7 černý pěšec · e7 černý pěšec · f7 černý pěšec · g7 černý pěšec · h7 černý pěšec · a6 černý pěšec · b6 bílý pěšec · f6 černý jezdec · c5 černý pěšec · d5 bílý pěšec · a2 bílý pěšec · b2 bílý pěšec · e2 bílý pěšec · f2 bílý pěšec · g2 bílý pěšec · h2 bílý pěšec · a1 bílý věž · b1 bílý jezdec · c1 bílý střelec · d1 bílý dáma · e1 bílý král · f1 bílý střelec · g1 bílý jezdec · h1 bílý věž | a8 černý věž · b8 černý jezdec · c8 černý střelec · d8 černý dáma · e8 černý král · f8 černý střelec · h8 černý věž · d7 černý pěšec · e7 černý pěšec · f7 černý pěšec · g7 černý pěšec · h7 černý pěšec · a6 černý pěšec · b6 bílý pěšec · f6 černý jezdec · c5 černý pěšec · d5 bílý pěšec · a2 bílý pěšec · b2 bílý pěšec · e2 bílý pěšec · f2 bílý pěšec · g2 bílý pěšec · h2 bílý pěšec · a1 bílý věž · b1 bílý jezdec · c1 bílý střelec · d1 bílý dáma · e1 bílý král · f1 bílý střelec · g1 bílý jezdec · h1 bílý věž | a8 černý věž · b8 černý jezdec · c8 černý střelec · d8 černý dáma · e8 černý král · f8 černý střelec · h8 černý věž · d7 černý pěšec · e7 černý pěšec · f7 černý pěšec · g7 černý pěšec · h7 černý pěšec · a6 černý pěšec · b6 bílý pěšec · f6 černý jezdec · c5 černý pěšec · d5 bílý pěšec · a2 bílý pěšec · b2 bílý pěšec · e2 bílý pěšec · f2 bílý pěšec · g2 bílý pěšec · h2 bílý pěšec · a1 bílý věž · b1 bílý jezdec · c1 bílý střelec · d1 bílý dáma · e1 bílý král · f1 bílý střelec · g1 bílý jezdec · h1 bílý věž | 6 |
| 5 | a8 černý věž · b8 černý jezdec · c8 černý střelec · d8 černý dáma · e8 černý král · f8 černý střelec · h8 černý věž · d7 černý pěšec · e7 černý pěšec · f7 černý pěšec · g7 černý pěšec · h7 černý pěšec · a6 černý pěšec · b6 bílý pěšec · f6 černý jezdec · c5 černý pěšec · d5 bílý pěšec · a2 bílý pěšec · b2 bílý pěšec · e2 bílý pěšec · f2 bílý pěšec · g2 bílý pěšec · h2 bílý pěšec · a1 bílý věž · b1 bílý jezdec · c1 bílý střelec · d1 bílý dáma · e1 bílý král · f1 bílý střelec · g1 bílý jezdec · h1 bílý věž | a8 černý věž · b8 černý jezdec · c8 černý střelec · d8 černý dáma · e8 černý král · f8 černý střelec · h8 černý věž · d7 černý pěšec · e7 černý pěšec · f7 černý pěšec · g7 černý pěšec · h7 černý pěšec · a6 černý pěšec · b6 bílý pěšec · f6 černý jezdec · c5 černý pěšec · d5 bílý pěšec · a2 bílý pěšec · b2 bílý pěšec · e2 bílý pěšec · f2 bílý pěšec · g2 bílý pěšec · h2 bílý pěšec · a1 bílý věž · b1 bílý jezdec · c1 bílý střelec · d1 bílý dáma · e1 bílý král · f1 bílý střelec · g1 bílý jezdec · h1 bílý věž | a8 černý věž · b8 černý jezdec · c8 černý střelec · d8 černý dáma · e8 černý král · f8 černý střelec · h8 černý věž · d7 černý pěšec · e7 černý pěšec · f7 černý pěšec · g7 černý pěšec · h7 černý pěšec · a6 černý pěšec · b6 bílý pěšec · f6 černý jezdec · c5 černý pěšec · d5 bílý pěšec · a2 bílý pěšec · b2 bílý pěšec · e2 bílý pěšec · f2 bílý pěšec · g2 bílý pěšec · h2 bílý pěšec · a1 bílý věž · b1 bílý jezdec · c1 bílý střelec · d1 bílý dáma · e1 bílý král · f1 bílý střelec · g1 bílý jezdec · h1 bílý věž | a8 černý věž · b8 černý jezdec · c8 černý střelec · d8 černý dáma · e8 černý král · f8 černý střelec · h8 černý věž · d7 černý pěšec · e7 černý pěšec · f7 černý pěšec · g7 černý pěšec · h7 černý pěšec · a6 černý pěšec · b6 bílý pěšec · f6 černý jezdec · c5 černý pěšec · d5 bílý pěšec · a2 bílý pěšec · b2 bílý pěšec · e2 bílý pěšec · f2 bílý pěšec · g2 bílý pěšec · h2 bílý pěšec · a1 bílý věž · b1 bílý jezdec · c1 bílý střelec · d1 bílý dáma · e1 bílý král · f1 bílý střelec · g1 bílý jezdec · h1 bílý věž | a8 černý věž · b8 černý jezdec · c8 černý střelec · d8 černý dáma · e8 černý král · f8 černý střelec · h8 černý věž · d7 černý pěšec · e7 černý pěšec · f7 černý pěšec · g7 černý pěšec · h7 černý pěšec · a6 černý pěšec · b6 bílý pěšec · f6 černý jezdec · c5 černý pěšec · d5 bílý pěšec · a2 bílý pěšec · b2 bílý pěšec · e2 bílý pěšec · f2 bílý pěšec · g2 bílý pěšec · h2 bílý pěšec · a1 bílý věž · b1 bílý jezdec · c1 bílý střelec · d1 bílý dáma · e1 bílý král · f1 bílý střelec · g1 bílý jezdec · h1 bílý věž | a8 černý věž · b8 černý jezdec · c8 černý střelec · d8 černý dáma · e8 černý král · f8 černý střelec · h8 černý věž · d7 černý pěšec · e7 černý pěšec · f7 černý pěšec · g7 černý pěšec · h7 černý pěšec · a6 černý pěšec · b6 bílý pěšec · f6 černý jezdec · c5 černý pěšec · d5 bílý pěšec · a2 bílý pěšec · b2 bílý pěšec · e2 bílý pěšec · f2 bílý pěšec · g2 bílý pěšec · h2 bílý pěšec · a1 bílý věž · b1 bílý jezdec · c1 bílý střelec · d1 bílý dáma · e1 bílý král · f1 bílý střelec · g1 bílý jezdec · h1 bílý věž | a8 černý věž · b8 černý jezdec · c8 černý střelec · d8 černý dáma · e8 černý král · f8 černý střelec · h8 černý věž · d7 černý pěšec · e7 černý pěšec · f7 černý pěšec · g7 černý pěšec · h7 černý pěšec · a6 černý pěšec · b6 bílý pěšec · f6 černý jezdec · c5 černý pěšec · d5 bílý pěšec · a2 bílý pěšec · b2 bílý pěšec · e2 bílý pěšec · f2 bílý pěšec · g2 bílý pěšec · h2 bílý pěšec · a1 bílý věž · b1 bílý jezdec · c1 bílý střelec · d1 bílý dáma · e1 bílý král · f1 bílý střelec · g1 bílý jezdec · h1 bílý věž | a8 černý věž · b8 černý jezdec · c8 černý střelec · d8 černý dáma · e8 černý král · f8 černý střelec · h8 černý věž · d7 černý pěšec · e7 černý pěšec · f7 černý pěšec · g7 černý pěšec · h7 černý pěšec · a6 černý pěšec · b6 bílý pěšec · f6 černý jezdec · c5 černý pěšec · d5 bílý pěšec · a2 bílý pěšec · b2 bílý pěšec · e2 bílý pěšec · f2 bílý pěšec · g2 bílý pěšec · h2 bílý pěšec · a1 bílý věž · b1 bílý jezdec · c1 bílý střelec · d1 bílý dáma · e1 bílý král · f1 bílý střelec · g1 bílý jezdec · h1 bílý věž | 5 |
| 4 | a8 černý věž · b8 černý jezdec · c8 černý střelec · d8 černý dáma · e8 černý král · f8 černý střelec · h8 černý věž · d7 černý pěšec · e7 černý pěšec · f7 černý pěšec · g7 černý pěšec · h7 černý pěšec · a6 černý pěšec · b6 bílý pěšec · f6 černý jezdec · c5 černý pěšec · d5 bílý pěšec · a2 bílý pěšec · b2 bílý pěšec · e2 bílý pěšec · f2 bílý pěšec · g2 bílý pěšec · h2 bílý pěšec · a1 bílý věž · b1 bílý jezdec · c1 bílý střelec · d1 bílý dáma · e1 bílý král · f1 bílý střelec · g1 bílý jezdec · h1 bílý věž | a8 černý věž · b8 černý jezdec · c8 černý střelec · d8 černý dáma · e8 černý král · f8 černý střelec · h8 černý věž · d7 černý pěšec · e7 černý pěšec · f7 černý pěšec · g7 černý pěšec · h7 černý pěšec · a6 černý pěšec · b6 bílý pěšec · f6 černý jezdec · c5 černý pěšec · d5 bílý pěšec · a2 bílý pěšec · b2 bílý pěšec · e2 bílý pěšec · f2 bílý pěšec · g2 bílý pěšec · h2 bílý pěšec · a1 bílý věž · b1 bílý jezdec · c1 bílý střelec · d1 bílý dáma · e1 bílý král · f1 bílý střelec · g1 bílý jezdec · h1 bílý věž | a8 černý věž · b8 černý jezdec · c8 černý střelec · d8 černý dáma · e8 černý král · f8 černý střelec · h8 černý věž · d7 černý pěšec · e7 černý pěšec · f7 černý pěšec · g7 černý pěšec · h7 černý pěšec · a6 černý pěšec · b6 bílý pěšec · f6 černý jezdec · c5 černý pěšec · d5 bílý pěšec · a2 bílý pěšec · b2 bílý pěšec · e2 bílý pěšec · f2 bílý pěšec · g2 bílý pěšec · h2 bílý pěšec · a1 bílý věž · b1 bílý jezdec · c1 bílý střelec · d1 bílý dáma · e1 bílý král · f1 bílý střelec · g1 bílý jezdec · h1 bílý věž | a8 černý věž · b8 černý jezdec · c8 černý střelec · d8 černý dáma · e8 černý král · f8 černý střelec · h8 černý věž · d7 černý pěšec · e7 černý pěšec · f7 černý pěšec · g7 černý pěšec · h7 černý pěšec · a6 černý pěšec · b6 bílý pěšec · f6 černý jezdec · c5 černý pěšec · d5 bílý pěšec · a2 bílý pěšec · b2 bílý pěšec · e2 bílý pěšec · f2 bílý pěšec · g2 bílý pěšec · h2 bílý pěšec · a1 bílý věž · b1 bílý jezdec · c1 bílý střelec · d1 bílý dáma · e1 bílý král · f1 bílý střelec · g1 bílý jezdec · h1 bílý věž | a8 černý věž · b8 černý jezdec · c8 černý střelec · d8 černý dáma · e8 černý král · f8 černý střelec · h8 černý věž · d7 černý pěšec · e7 černý pěšec · f7 černý pěšec · g7 černý pěšec · h7 černý pěšec · a6 černý pěšec · b6 bílý pěšec · f6 černý jezdec · c5 černý pěšec · d5 bílý pěšec · a2 bílý pěšec · b2 bílý pěšec · e2 bílý pěšec · f2 bílý pěšec · g2 bílý pěšec · h2 bílý pěšec · a1 bílý věž · b1 bílý jezdec · c1 bílý střelec · d1 bílý dáma · e1 bílý král · f1 bílý střelec · g1 bílý jezdec · h1 bílý věž | a8 černý věž · b8 černý jezdec · c8 černý střelec · d8 černý dáma · e8 černý král · f8 černý střelec · h8 černý věž · d7 černý pěšec · e7 černý pěšec · f7 černý pěšec · g7 černý pěšec · h7 černý pěšec · a6 černý pěšec · b6 bílý pěšec · f6 černý jezdec · c5 černý pěšec · d5 bílý pěšec · a2 bílý pěšec · b2 bílý pěšec · e2 bílý pěšec · f2 bílý pěšec · g2 bílý pěšec · h2 bílý pěšec · a1 bílý věž · b1 bílý jezdec · c1 bílý střelec · d1 bílý dáma · e1 bílý král · f1 bílý střelec · g1 bílý jezdec · h1 bílý věž | a8 černý věž · b8 černý jezdec · c8 černý střelec · d8 černý dáma · e8 černý král · f8 černý střelec · h8 černý věž · d7 černý pěšec · e7 černý pěšec · f7 černý pěšec · g7 černý pěšec · h7 černý pěšec · a6 černý pěšec · b6 bílý pěšec · f6 černý jezdec · c5 černý pěšec · d5 bílý pěšec · a2 bílý pěšec · b2 bílý pěšec · e2 bílý pěšec · f2 bílý pěšec · g2 bílý pěšec · h2 bílý pěšec · a1 bílý věž · b1 bílý jezdec · c1 bílý střelec · d1 bílý dáma · e1 bílý král · f1 bílý střelec · g1 bílý jezdec · h1 bílý věž | a8 černý věž · b8 černý jezdec · c8 černý střelec · d8 černý dáma · e8 černý král · f8 černý střelec · h8 černý věž · d7 černý pěšec · e7 černý pěšec · f7 černý pěšec · g7 černý pěšec · h7 černý pěšec · a6 černý pěšec · b6 bílý pěšec · f6 černý jezdec · c5 černý pěšec · d5 bílý pěšec · a2 bílý pěšec · b2 bílý pěšec · e2 bílý pěšec · f2 bílý pěšec · g2 bílý pěšec · h2 bílý pěšec · a1 bílý věž · b1 bílý jezdec · c1 bílý střelec · d1 bílý dáma · e1 bílý král · f1 bílý střelec · g1 bílý jezdec · h1 bílý věž | 4 |
| 3 | a8 černý věž · b8 černý jezdec · c8 černý střelec · d8 černý dáma · e8 černý král · f8 černý střelec · h8 černý věž · d7 černý pěšec · e7 černý pěšec · f7 černý pěšec · g7 černý pěšec · h7 černý pěšec · a6 černý pěšec · b6 bílý pěšec · f6 černý jezdec · c5 černý pěšec · d5 bílý pěšec · a2 bílý pěšec · b2 bílý pěšec · e2 bílý pěšec · f2 bílý pěšec · g2 bílý pěšec · h2 bílý pěšec · a1 bílý věž · b1 bílý jezdec · c1 bílý střelec · d1 bílý dáma · e1 bílý král · f1 bílý střelec · g1 bílý jezdec · h1 bílý věž | a8 černý věž · b8 černý jezdec · c8 černý střelec · d8 černý dáma · e8 černý král · f8 černý střelec · h8 černý věž · d7 černý pěšec · e7 černý pěšec · f7 černý pěšec · g7 černý pěšec · h7 černý pěšec · a6 černý pěšec · b6 bílý pěšec · f6 černý jezdec · c5 černý pěšec · d5 bílý pěšec · a2 bílý pěšec · b2 bílý pěšec · e2 bílý pěšec · f2 bílý pěšec · g2 bílý pěšec · h2 bílý pěšec · a1 bílý věž · b1 bílý jezdec · c1 bílý střelec · d1 bílý dáma · e1 bílý král · f1 bílý střelec · g1 bílý jezdec · h1 bílý věž | a8 černý věž · b8 černý jezdec · c8 černý střelec · d8 černý dáma · e8 černý král · f8 černý střelec · h8 černý věž · d7 černý pěšec · e7 černý pěšec · f7 černý pěšec · g7 černý pěšec · h7 černý pěšec · a6 černý pěšec · b6 bílý pěšec · f6 černý jezdec · c5 černý pěšec · d5 bílý pěšec · a2 bílý pěšec · b2 bílý pěšec · e2 bílý pěšec · f2 bílý pěšec · g2 bílý pěšec · h2 bílý pěšec · a1 bílý věž · b1 bílý jezdec · c1 bílý střelec · d1 bílý dáma · e1 bílý král · f1 bílý střelec · g1 bílý jezdec · h1 bílý věž | a8 černý věž · b8 černý jezdec · c8 černý střelec · d8 černý dáma · e8 černý král · f8 černý střelec · h8 černý věž · d7 černý pěšec · e7 černý pěšec · f7 černý pěšec · g7 černý pěšec · h7 černý pěšec · a6 černý pěšec · b6 bílý pěšec · f6 černý jezdec · c5 černý pěšec · d5 bílý pěšec · a2 bílý pěšec · b2 bílý pěšec · e2 bílý pěšec · f2 bílý pěšec · g2 bílý pěšec · h2 bílý pěšec · a1 bílý věž · b1 bílý jezdec · c1 bílý střelec · d1 bílý dáma · e1 bílý král · f1 bílý střelec · g1 bílý jezdec · h1 bílý věž | a8 černý věž · b8 černý jezdec · c8 černý střelec · d8 černý dáma · e8 černý král · f8 černý střelec · h8 černý věž · d7 černý pěšec · e7 černý pěšec · f7 černý pěšec · g7 černý pěšec · h7 černý pěšec · a6 černý pěšec · b6 bílý pěšec · f6 černý jezdec · c5 černý pěšec · d5 bílý pěšec · a2 bílý pěšec · b2 bílý pěšec · e2 bílý pěšec · f2 bílý pěšec · g2 bílý pěšec · h2 bílý pěšec · a1 bílý věž · b1 bílý jezdec · c1 bílý střelec · d1 bílý dáma · e1 bílý král · f1 bílý střelec · g1 bílý jezdec · h1 bílý věž | a8 černý věž · b8 černý jezdec · c8 černý střelec · d8 černý dáma · e8 černý král · f8 černý střelec · h8 černý věž · d7 černý pěšec · e7 černý pěšec · f7 černý pěšec · g7 černý pěšec · h7 černý pěšec · a6 černý pěšec · b6 bílý pěšec · f6 černý jezdec · c5 černý pěšec · d5 bílý pěšec · a2 bílý pěšec · b2 bílý pěšec · e2 bílý pěšec · f2 bílý pěšec · g2 bílý pěšec · h2 bílý pěšec · a1 bílý věž · b1 bílý jezdec · c1 bílý střelec · d1 bílý dáma · e1 bílý král · f1 bílý střelec · g1 bílý jezdec · h1 bílý věž | a8 černý věž · b8 černý jezdec · c8 černý střelec · d8 černý dáma · e8 černý král · f8 černý střelec · h8 černý věž · d7 černý pěšec · e7 černý pěšec · f7 černý pěšec · g7 černý pěšec · h7 černý pěšec · a6 černý pěšec · b6 bílý pěšec · f6 černý jezdec · c5 černý pěšec · d5 bílý pěšec · a2 bílý pěšec · b2 bílý pěšec · e2 bílý pěšec · f2 bílý pěšec · g2 bílý pěšec · h2 bílý pěšec · a1 bílý věž · b1 bílý jezdec · c1 bílý střelec · d1 bílý dáma · e1 bílý král · f1 bílý střelec · g1 bílý jezdec · h1 bílý věž | a8 černý věž · b8 černý jezdec · c8 černý střelec · d8 černý dáma · e8 černý král · f8 černý střelec · h8 černý věž · d7 černý pěšec · e7 černý pěšec · f7 černý pěšec · g7 černý pěšec · h7 černý pěšec · a6 černý pěšec · b6 bílý pěšec · f6 černý jezdec · c5 černý pěšec · d5 bílý pěšec · a2 bílý pěšec · b2 bílý pěšec · e2 bílý pěšec · f2 bílý pěšec · g2 bílý pěšec · h2 bílý pěšec · a1 bílý věž · b1 bílý jezdec · c1 bílý střelec · d1 bílý dáma · e1 bílý král · f1 bílý střelec · g1 bílý jezdec · h1 bílý věž | 3 |
| 2 | a8 černý věž · b8 černý jezdec · c8 černý střelec · d8 černý dáma · e8 černý král · f8 černý střelec · h8 černý věž · d7 černý pěšec · e7 černý pěšec · f7 černý pěšec · g7 černý pěšec · h7 černý pěšec · a6 černý pěšec · b6 bílý pěšec · f6 černý jezdec · c5 černý pěšec · d5 bílý pěšec · a2 bílý pěšec · b2 bílý pěšec · e2 bílý pěšec · f2 bílý pěšec · g2 bílý pěšec · h2 bílý pěšec · a1 bílý věž · b1 bílý jezdec · c1 bílý střelec · d1 bílý dáma · e1 bílý král · f1 bílý střelec · g1 bílý jezdec · h1 bílý věž | a8 černý věž · b8 černý jezdec · c8 černý střelec · d8 černý dáma · e8 černý král · f8 černý střelec · h8 černý věž · d7 černý pěšec · e7 černý pěšec · f7 černý pěšec · g7 černý pěšec · h7 černý pěšec · a6 černý pěšec · b6 bílý pěšec · f6 černý jezdec · c5 černý pěšec · d5 bílý pěšec · a2 bílý pěšec · b2 bílý pěšec · e2 bílý pěšec · f2 bílý pěšec · g2 bílý pěšec · h2 bílý pěšec · a1 bílý věž · b1 bílý jezdec · c1 bílý střelec · d1 bílý dáma · e1 bílý král · f1 bílý střelec · g1 bílý jezdec · h1 bílý věž | a8 černý věž · b8 černý jezdec · c8 černý střelec · d8 černý dáma · e8 černý král · f8 černý střelec · h8 černý věž · d7 černý pěšec · e7 černý pěšec · f7 černý pěšec · g7 černý pěšec · h7 černý pěšec · a6 černý pěšec · b6 bílý pěšec · f6 černý jezdec · c5 černý pěšec · d5 bílý pěšec · a2 bílý pěšec · b2 bílý pěšec · e2 bílý pěšec · f2 bílý pěšec · g2 bílý pěšec · h2 bílý pěšec · a1 bílý věž · b1 bílý jezdec · c1 bílý střelec · d1 bílý dáma · e1 bílý král · f1 bílý střelec · g1 bílý jezdec · h1 bílý věž | a8 černý věž · b8 černý jezdec · c8 černý střelec · d8 černý dáma · e8 černý král · f8 černý střelec · h8 černý věž · d7 černý pěšec · e7 černý pěšec · f7 černý pěšec · g7 černý pěšec · h7 černý pěšec · a6 černý pěšec · b6 bílý pěšec · f6 černý jezdec · c5 černý pěšec · d5 bílý pěšec · a2 bílý pěšec · b2 bílý pěšec · e2 bílý pěšec · f2 bílý pěšec · g2 bílý pěšec · h2 bílý pěšec · a1 bílý věž · b1 bílý jezdec · c1 bílý střelec · d1 bílý dáma · e1 bílý král · f1 bílý střelec · g1 bílý jezdec · h1 bílý věž | a8 černý věž · b8 černý jezdec · c8 černý střelec · d8 černý dáma · e8 černý král · f8 černý střelec · h8 černý věž · d7 černý pěšec · e7 černý pěšec · f7 černý pěšec · g7 černý pěšec · h7 černý pěšec · a6 černý pěšec · b6 bílý pěšec · f6 černý jezdec · c5 černý pěšec · d5 bílý pěšec · a2 bílý pěšec · b2 bílý pěšec · e2 bílý pěšec · f2 bílý pěšec · g2 bílý pěšec · h2 bílý pěšec · a1 bílý věž · b1 bílý jezdec · c1 bílý střelec · d1 bílý dáma · e1 bílý král · f1 bílý střelec · g1 bílý jezdec · h1 bílý věž | a8 černý věž · b8 černý jezdec · c8 černý střelec · d8 černý dáma · e8 černý král · f8 černý střelec · h8 černý věž · d7 černý pěšec · e7 černý pěšec · f7 černý pěšec · g7 černý pěšec · h7 černý pěšec · a6 černý pěšec · b6 bílý pěšec · f6 černý jezdec · c5 černý pěšec · d5 bílý pěšec · a2 bílý pěšec · b2 bílý pěšec · e2 bílý pěšec · f2 bílý pěšec · g2 bílý pěšec · h2 bílý pěšec · a1 bílý věž · b1 bílý jezdec · c1 bílý střelec · d1 bílý dáma · e1 bílý král · f1 bílý střelec · g1 bílý jezdec · h1 bílý věž | a8 černý věž · b8 černý jezdec · c8 černý střelec · d8 černý dáma · e8 černý král · f8 černý střelec · h8 černý věž · d7 černý pěšec · e7 černý pěšec · f7 černý pěšec · g7 černý pěšec · h7 černý pěšec · a6 černý pěšec · b6 bílý pěšec · f6 černý jezdec · c5 černý pěšec · d5 bílý pěšec · a2 bílý pěšec · b2 bílý pěšec · e2 bílý pěšec · f2 bílý pěšec · g2 bílý pěšec · h2 bílý pěšec · a1 bílý věž · b1 bílý jezdec · c1 bílý střelec · d1 bílý dáma · e1 bílý král · f1 bílý střelec · g1 bílý jezdec · h1 bílý věž | a8 černý věž · b8 černý jezdec · c8 černý střelec · d8 černý dáma · e8 černý král · f8 černý střelec · h8 černý věž · d7 černý pěšec · e7 černý pěšec · f7 černý pěšec · g7 černý pěšec · h7 černý pěšec · a6 černý pěšec · b6 bílý pěšec · f6 černý jezdec · c5 černý pěšec · d5 bílý pěšec · a2 bílý pěšec · b2 bílý pěšec · e2 bílý pěšec · f2 bílý pěšec · g2 bílý pěšec · h2 bílý pěšec · a1 bílý věž · b1 bílý jezdec · c1 bílý střelec · d1 bílý dáma · e1 bílý král · f1 bílý střelec · g1 bílý jezdec · h1 bílý věž | 2 |
| 1 | a8 černý věž · b8 černý jezdec · c8 černý střelec · d8 černý dáma · e8 černý král · f8 černý střelec · h8 černý věž · d7 černý pěšec · e7 černý pěšec · f7 černý pěšec · g7 černý pěšec · h7 černý pěšec · a6 černý pěšec · b6 bílý pěšec · f6 černý jezdec · c5 černý pěšec · d5 bílý pěšec · a2 bílý pěšec · b2 bílý pěšec · e2 bílý pěšec · f2 bílý pěšec · g2 bílý pěšec · h2 bílý pěšec · a1 bílý věž · b1 bílý jezdec · c1 bílý střelec · d1 bílý dáma · e1 bílý král · f1 bílý střelec · g1 bílý jezdec · h1 bílý věž | a8 černý věž · b8 černý jezdec · c8 černý střelec · d8 černý dáma · e8 černý král · f8 černý střelec · h8 černý věž · d7 černý pěšec · e7 černý pěšec · f7 černý pěšec · g7 černý pěšec · h7 černý pěšec · a6 černý pěšec · b6 bílý pěšec · f6 černý jezdec · c5 černý pěšec · d5 bílý pěšec · a2 bílý pěšec · b2 bílý pěšec · e2 bílý pěšec · f2 bílý pěšec · g2 bílý pěšec · h2 bílý pěšec · a1 bílý věž · b1 bílý jezdec · c1 bílý střelec · d1 bílý dáma · e1 bílý král · f1 bílý střelec · g1 bílý jezdec · h1 bílý věž | a8 černý věž · b8 černý jezdec · c8 černý střelec · d8 černý dáma · e8 černý král · f8 černý střelec · h8 černý věž · d7 černý pěšec · e7 černý pěšec · f7 černý pěšec · g7 černý pěšec · h7 černý pěšec · a6 černý pěšec · b6 bílý pěšec · f6 černý jezdec · c5 černý pěšec · d5 bílý pěšec · a2 bílý pěšec · b2 bílý pěšec · e2 bílý pěšec · f2 bílý pěšec · g2 bílý pěšec · h2 bílý pěšec · a1 bílý věž · b1 bílý jezdec · c1 bílý střelec · d1 bílý dáma · e1 bílý král · f1 bílý střelec · g1 bílý jezdec · h1 bílý věž | a8 černý věž · b8 černý jezdec · c8 černý střelec · d8 černý dáma · e8 černý král · f8 černý střelec · h8 černý věž · d7 černý pěšec · e7 černý pěšec · f7 černý pěšec · g7 černý pěšec · h7 černý pěšec · a6 černý pěšec · b6 bílý pěšec · f6 černý jezdec · c5 černý pěšec · d5 bílý pěšec · a2 bílý pěšec · b2 bílý pěšec · e2 bílý pěšec · f2 bílý pěšec · g2 bílý pěšec · h2 bílý pěšec · a1 bílý věž · b1 bílý jezdec · c1 bílý střelec · d1 bílý dáma · e1 bílý král · f1 bílý střelec · g1 bílý jezdec · h1 bílý věž | a8 černý věž · b8 černý jezdec · c8 černý střelec · d8 černý dáma · e8 černý král · f8 černý střelec · h8 černý věž · d7 černý pěšec · e7 černý pěšec · f7 černý pěšec · g7 černý pěšec · h7 černý pěšec · a6 černý pěšec · b6 bílý pěšec · f6 černý jezdec · c5 černý pěšec · d5 bílý pěšec · a2 bílý pěšec · b2 bílý pěšec · e2 bílý pěšec · f2 bílý pěšec · g2 bílý pěšec · h2 bílý pěšec · a1 bílý věž · b1 bílý jezdec · c1 bílý střelec · d1 bílý dáma · e1 bílý král · f1 bílý střelec · g1 bílý jezdec · h1 bílý věž | a8 černý věž · b8 černý jezdec · c8 černý střelec · d8 černý dáma · e8 černý král · f8 černý střelec · h8 černý věž · d7 černý pěšec · e7 černý pěšec · f7 černý pěšec · g7 černý pěšec · h7 černý pěšec · a6 černý pěšec · b6 bílý pěšec · f6 černý jezdec · c5 černý pěšec · d5 bílý pěšec · a2 bílý pěšec · b2 bílý pěšec · e2 bílý pěšec · f2 bílý pěšec · g2 bílý pěšec · h2 bílý pěšec · a1 bílý věž · b1 bílý jezdec · c1 bílý střelec · d1 bílý dáma · e1 bílý král · f1 bílý střelec · g1 bílý jezdec · h1 bílý věž | a8 černý věž · b8 černý jezdec · c8 černý střelec · d8 černý dáma · e8 černý král · f8 černý střelec · h8 černý věž · d7 černý pěšec · e7 černý pěšec · f7 černý pěšec · g7 černý pěšec · h7 černý pěšec · a6 černý pěšec · b6 bílý pěšec · f6 černý jezdec · c5 černý pěšec · d5 bílý pěšec · a2 bílý pěšec · b2 bílý pěšec · e2 bílý pěšec · f2 bílý pěšec · g2 bílý pěšec · h2 bílý pěšec · a1 bílý věž · b1 bílý jezdec · c1 bílý střelec · d1 bílý dáma · e1 bílý král · f1 bílý střelec · g1 bílý jezdec · h1 bílý věž | a8 černý věž · b8 černý jezdec · c8 černý střelec · d8 černý dáma · e8 černý král · f8 černý střelec · h8 černý věž · d7 černý pěšec · e7 černý pěšec · f7 černý pěšec · g7 černý pěšec · h7 černý pěšec · a6 černý pěšec · b6 bílý pěšec · f6 černý jezdec · c5 černý pěšec · d5 bílý pěšec · a2 bílý pěšec · b2 bílý pěšec · e2 bílý pěšec · f2 bílý pěšec · g2 bílý pěšec · h2 bílý pěšec · a1 bílý věž · b1 bílý jezdec · c1 bílý střelec · d1 bílý dáma · e1 bílý král · f1 bílý střelec · g1 bílý jezdec · h1 bílý věž | 1 |
|   | a | b | c | d | e | f | g | h |   |

|   | a | b | c | d | e | f | g | h |   |
| 8 | a8 černý věž · b8 černý jezdec · d8 černý dáma · e8 černý král · h8 černý věž · e7 černý pěšec · f7 černý pěšec · g7 černý střelec · h7 černý pěšec · a6 černý střelec · d6 černý pěšec · f6 černý jezdec · g6 černý pěšec · c5 černý pěšec · d5 bílý pěšec · c3 bílý jezdec · f3 bílý jezdec · g3 bílý pěšec · a2 bílý pěšec · b2 bílý pěšec · e2 bílý pěšec · f2 bílý pěšec · g2 bílý střelec · h2 bílý pěšec · a1 bílý věž · c1 bílý střelec · d1 bílý dáma · e1 bílý král · h1 bílý věž | a8 černý věž · b8 černý jezdec · d8 černý dáma · e8 černý král · h8 černý věž · e7 černý pěšec · f7 černý pěšec · g7 černý střelec · h7 černý pěšec · a6 černý střelec · d6 černý pěšec · f6 černý jezdec · g6 černý pěšec · c5 černý pěšec · d5 bílý pěšec · c3 bílý jezdec · f3 bílý jezdec · g3 bílý pěšec · a2 bílý pěšec · b2 bílý pěšec · e2 bílý pěšec · f2 bílý pěšec · g2 bílý střelec · h2 bílý pěšec · a1 bílý věž · c1 bílý střelec · d1 bílý dáma · e1 bílý král · h1 bílý věž | a8 černý věž · b8 černý jezdec · d8 černý dáma · e8 černý král · h8 černý věž · e7 černý pěšec · f7 černý pěšec · g7 černý střelec · h7 černý pěšec · a6 černý střelec · d6 černý pěšec · f6 černý jezdec · g6 černý pěšec · c5 černý pěšec · d5 bílý pěšec · c3 bílý jezdec · f3 bílý jezdec · g3 bílý pěšec · a2 bílý pěšec · b2 bílý pěšec · e2 bílý pěšec · f2 bílý pěšec · g2 bílý střelec · h2 bílý pěšec · a1 bílý věž · c1 bílý střelec · d1 bílý dáma · e1 bílý král · h1 bílý věž | a8 černý věž · b8 černý jezdec · d8 černý dáma · e8 černý král · h8 černý věž · e7 černý pěšec · f7 černý pěšec · g7 černý střelec · h7 černý pěšec · a6 černý střelec · d6 černý pěšec · f6 černý jezdec · g6 černý pěšec · c5 černý pěšec · d5 bílý pěšec · c3 bílý jezdec · f3 bílý jezdec · g3 bílý pěšec · a2 bílý pěšec · b2 bílý pěšec · e2 bílý pěšec · f2 bílý pěšec · g2 bílý střelec · h2 bílý pěšec · a1 bílý věž · c1 bílý střelec · d1 bílý dáma · e1 bílý král · h1 bílý věž | a8 černý věž · b8 černý jezdec · d8 černý dáma · e8 černý král · h8 černý věž · e7 černý pěšec · f7 černý pěšec · g7 černý střelec · h7 černý pěšec · a6 černý střelec · d6 černý pěšec · f6 černý jezdec · g6 černý pěšec · c5 černý pěšec · d5 bílý pěšec · c3 bílý jezdec · f3 bílý jezdec · g3 bílý pěšec · a2 bílý pěšec · b2 bílý pěšec · e2 bílý pěšec · f2 bílý pěšec · g2 bílý střelec · h2 bílý pěšec · a1 bílý věž · c1 bílý střelec · d1 bílý dáma · e1 bílý král · h1 bílý věž | a8 černý věž · b8 černý jezdec · d8 černý dáma · e8 černý král · h8 černý věž · e7 černý pěšec · f7 černý pěšec · g7 černý střelec · h7 černý pěšec · a6 černý střelec · d6 černý pěšec · f6 černý jezdec · g6 černý pěšec · c5 černý pěšec · d5 bílý pěšec · c3 bílý jezdec · f3 bílý jezdec · g3 bílý pěšec · a2 bílý pěšec · b2 bílý pěšec · e2 bílý pěšec · f2 bílý pěšec · g2 bílý střelec · h2 bílý pěšec · a1 bílý věž · c1 bílý střelec · d1 bílý dáma · e1 bílý král · h1 bílý věž | a8 černý věž · b8 černý jezdec · d8 černý dáma · e8 černý král · h8 černý věž · e7 černý pěšec · f7 černý pěšec · g7 černý střelec · h7 černý pěšec · a6 černý střelec · d6 černý pěšec · f6 černý jezdec · g6 černý pěšec · c5 černý pěšec · d5 bílý pěšec · c3 bílý jezdec · f3 bílý jezdec · g3 bílý pěšec · a2 bílý pěšec · b2 bílý pěšec · e2 bílý pěšec · f2 bílý pěšec · g2 bílý střelec · h2 bílý pěšec · a1 bílý věž · c1 bílý střelec · d1 bílý dáma · e1 bílý král · h1 bílý věž | a8 černý věž · b8 černý jezdec · d8 černý dáma · e8 černý král · h8 černý věž · e7 černý pěšec · f7 černý pěšec · g7 černý střelec · h7 černý pěšec · a6 černý střelec · d6 černý pěšec · f6 černý jezdec · g6 černý pěšec · c5 černý pěšec · d5 bílý pěšec · c3 bílý jezdec · f3 bílý jezdec · g3 bílý pěšec · a2 bílý pěšec · b2 bílý pěšec · e2 bílý pěšec · f2 bílý pěšec · g2 bílý střelec · h2 bílý pěšec · a1 bílý věž · c1 bílý střelec · d1 bílý dáma · e1 bílý král · h1 bílý věž | 8 |
| 7 | a8 černý věž · b8 černý jezdec · d8 černý dáma · e8 černý král · h8 černý věž · e7 černý pěšec · f7 černý pěšec · g7 černý střelec · h7 černý pěšec · a6 černý střelec · d6 černý pěšec · f6 černý jezdec · g6 černý pěšec · c5 černý pěšec · d5 bílý pěšec · c3 bílý jezdec · f3 bílý jezdec · g3 bílý pěšec · a2 bílý pěšec · b2 bílý pěšec · e2 bílý pěšec · f2 bílý pěšec · g2 bílý střelec · h2 bílý pěšec · a1 bílý věž · c1 bílý střelec · d1 bílý dáma · e1 bílý král · h1 bílý věž | a8 černý věž · b8 černý jezdec · d8 černý dáma · e8 černý král · h8 černý věž · e7 černý pěšec · f7 černý pěšec · g7 černý střelec · h7 černý pěšec · a6 černý střelec · d6 černý pěšec · f6 černý jezdec · g6 černý pěšec · c5 černý pěšec · d5 bílý pěšec · c3 bílý jezdec · f3 bílý jezdec · g3 bílý pěšec · a2 bílý pěšec · b2 bílý pěšec · e2 bílý pěšec · f2 bílý pěšec · g2 bílý střelec · h2 bílý pěšec · a1 bílý věž · c1 bílý střelec · d1 bílý dáma · e1 bílý král · h1 bílý věž | a8 černý věž · b8 černý jezdec · d8 černý dáma · e8 černý král · h8 černý věž · e7 černý pěšec · f7 černý pěšec · g7 černý střelec · h7 černý pěšec · a6 černý střelec · d6 černý pěšec · f6 černý jezdec · g6 černý pěšec · c5 černý pěšec · d5 bílý pěšec · c3 bílý jezdec · f3 bílý jezdec · g3 bílý pěšec · a2 bílý pěšec · b2 bílý pěšec · e2 bílý pěšec · f2 bílý pěšec · g2 bílý střelec · h2 bílý pěšec · a1 bílý věž · c1 bílý střelec · d1 bílý dáma · e1 bílý král · h1 bílý věž | a8 černý věž · b8 černý jezdec · d8 černý dáma · e8 černý král · h8 černý věž · e7 černý pěšec · f7 černý pěšec · g7 černý střelec · h7 černý pěšec · a6 černý střelec · d6 černý pěšec · f6 černý jezdec · g6 černý pěšec · c5 černý pěšec · d5 bílý pěšec · c3 bílý jezdec · f3 bílý jezdec · g3 bílý pěšec · a2 bílý pěšec · b2 bílý pěšec · e2 bílý pěšec · f2 bílý pěšec · g2 bílý střelec · h2 bílý pěšec · a1 bílý věž · c1 bílý střelec · d1 bílý dáma · e1 bílý král · h1 bílý věž | a8 černý věž · b8 černý jezdec · d8 černý dáma · e8 černý král · h8 černý věž · e7 černý pěšec · f7 černý pěšec · g7 černý střelec · h7 černý pěšec · a6 černý střelec · d6 černý pěšec · f6 černý jezdec · g6 černý pěšec · c5 černý pěšec · d5 bílý pěšec · c3 bílý jezdec · f3 bílý jezdec · g3 bílý pěšec · a2 bílý pěšec · b2 bílý pěšec · e2 bílý pěšec · f2 bílý pěšec · g2 bílý střelec · h2 bílý pěšec · a1 bílý věž · c1 bílý střelec · d1 bílý dáma · e1 bílý král · h1 bílý věž | a8 černý věž · b8 černý jezdec · d8 černý dáma · e8 černý král · h8 černý věž · e7 černý pěšec · f7 černý pěšec · g7 černý střelec · h7 černý pěšec · a6 černý střelec · d6 černý pěšec · f6 černý jezdec · g6 černý pěšec · c5 černý pěšec · d5 bílý pěšec · c3 bílý jezdec · f3 bílý jezdec · g3 bílý pěšec · a2 bílý pěšec · b2 bílý pěšec · e2 bílý pěšec · f2 bílý pěšec · g2 bílý střelec · h2 bílý pěšec · a1 bílý věž · c1 bílý střelec · d1 bílý dáma · e1 bílý král · h1 bílý věž | a8 černý věž · b8 černý jezdec · d8 černý dáma · e8 černý král · h8 černý věž · e7 černý pěšec · f7 černý pěšec · g7 černý střelec · h7 černý pěšec · a6 černý střelec · d6 černý pěšec · f6 černý jezdec · g6 černý pěšec · c5 černý pěšec · d5 bílý pěšec · c3 bílý jezdec · f3 bílý jezdec · g3 bílý pěšec · a2 bílý pěšec · b2 bílý pěšec · e2 bílý pěšec · f2 bílý pěšec · g2 bílý střelec · h2 bílý pěšec · a1 bílý věž · c1 bílý střelec · d1 bílý dáma · e1 bílý král · h1 bílý věž | a8 černý věž · b8 černý jezdec · d8 černý dáma · e8 černý král · h8 černý věž · e7 černý pěšec · f7 černý pěšec · g7 černý střelec · h7 černý pěšec · a6 černý střelec · d6 černý pěšec · f6 černý jezdec · g6 černý pěšec · c5 černý pěšec · d5 bílý pěšec · c3 bílý jezdec · f3 bílý jezdec · g3 bílý pěšec · a2 bílý pěšec · b2 bílý pěšec · e2 bílý pěšec · f2 bílý pěšec · g2 bílý střelec · h2 bílý pěšec · a1 bílý věž · c1 bílý střelec · d1 bílý dáma · e1 bílý král · h1 bílý věž | 7 |
| 6 | a8 černý věž · b8 černý jezdec · d8 černý dáma · e8 černý král · h8 černý věž · e7 černý pěšec · f7 černý pěšec · g7 černý střelec · h7 černý pěšec · a6 černý střelec · d6 černý pěšec · f6 černý jezdec · g6 černý pěšec · c5 černý pěšec · d5 bílý pěšec · c3 bílý jezdec · f3 bílý jezdec · g3 bílý pěšec · a2 bílý pěšec · b2 bílý pěšec · e2 bílý pěšec · f2 bílý pěšec · g2 bílý střelec · h2 bílý pěšec · a1 bílý věž · c1 bílý střelec · d1 bílý dáma · e1 bílý král · h1 bílý věž | a8 černý věž · b8 černý jezdec · d8 černý dáma · e8 černý král · h8 černý věž · e7 černý pěšec · f7 černý pěšec · g7 černý střelec · h7 černý pěšec · a6 černý střelec · d6 černý pěšec · f6 černý jezdec · g6 černý pěšec · c5 černý pěšec · d5 bílý pěšec · c3 bílý jezdec · f3 bílý jezdec · g3 bílý pěšec · a2 bílý pěšec · b2 bílý pěšec · e2 bílý pěšec · f2 bílý pěšec · g2 bílý střelec · h2 bílý pěšec · a1 bílý věž · c1 bílý střelec · d1 bílý dáma · e1 bílý král · h1 bílý věž | a8 černý věž · b8 černý jezdec · d8 černý dáma · e8 černý král · h8 černý věž · e7 černý pěšec · f7 černý pěšec · g7 černý střelec · h7 černý pěšec · a6 černý střelec · d6 černý pěšec · f6 černý jezdec · g6 černý pěšec · c5 černý pěšec · d5 bílý pěšec · c3 bílý jezdec · f3 bílý jezdec · g3 bílý pěšec · a2 bílý pěšec · b2 bílý pěšec · e2 bílý pěšec · f2 bílý pěšec · g2 bílý střelec · h2 bílý pěšec · a1 bílý věž · c1 bílý střelec · d1 bílý dáma · e1 bílý král · h1 bílý věž | a8 černý věž · b8 černý jezdec · d8 černý dáma · e8 černý král · h8 černý věž · e7 černý pěšec · f7 černý pěšec · g7 černý střelec · h7 černý pěšec · a6 černý střelec · d6 černý pěšec · f6 černý jezdec · g6 černý pěšec · c5 černý pěšec · d5 bílý pěšec · c3 bílý jezdec · f3 bílý jezdec · g3 bílý pěšec · a2 bílý pěšec · b2 bílý pěšec · e2 bílý pěšec · f2 bílý pěšec · g2 bílý střelec · h2 bílý pěšec · a1 bílý věž · c1 bílý střelec · d1 bílý dáma · e1 bílý král · h1 bílý věž | a8 černý věž · b8 černý jezdec · d8 černý dáma · e8 černý král · h8 černý věž · e7 černý pěšec · f7 černý pěšec · g7 černý střelec · h7 černý pěšec · a6 černý střelec · d6 černý pěšec · f6 černý jezdec · g6 černý pěšec · c5 černý pěšec · d5 bílý pěšec · c3 bílý jezdec · f3 bílý jezdec · g3 bílý pěšec · a2 bílý pěšec · b2 bílý pěšec · e2 bílý pěšec · f2 bílý pěšec · g2 bílý střelec · h2 bílý pěšec · a1 bílý věž · c1 bílý střelec · d1 bílý dáma · e1 bílý král · h1 bílý věž | a8 černý věž · b8 černý jezdec · d8 černý dáma · e8 černý král · h8 černý věž · e7 černý pěšec · f7 černý pěšec · g7 černý střelec · h7 černý pěšec · a6 černý střelec · d6 černý pěšec · f6 černý jezdec · g6 černý pěšec · c5 černý pěšec · d5 bílý pěšec · c3 bílý jezdec · f3 bílý jezdec · g3 bílý pěšec · a2 bílý pěšec · b2 bílý pěšec · e2 bílý pěšec · f2 bílý pěšec · g2 bílý střelec · h2 bílý pěšec · a1 bílý věž · c1 bílý střelec · d1 bílý dáma · e1 bílý král · h1 bílý věž | a8 černý věž · b8 černý jezdec · d8 černý dáma · e8 černý král · h8 černý věž · e7 černý pěšec · f7 černý pěšec · g7 černý střelec · h7 černý pěšec · a6 černý střelec · d6 černý pěšec · f6 černý jezdec · g6 černý pěšec · c5 černý pěšec · d5 bílý pěšec · c3 bílý jezdec · f3 bílý jezdec · g3 bílý pěšec · a2 bílý pěšec · b2 bílý pěšec · e2 bílý pěšec · f2 bílý pěšec · g2 bílý střelec · h2 bílý pěšec · a1 bílý věž · c1 bílý střelec · d1 bílý dáma · e1 bílý král · h1 bílý věž | a8 černý věž · b8 černý jezdec · d8 černý dáma · e8 černý král · h8 černý věž · e7 černý pěšec · f7 černý pěšec · g7 černý střelec · h7 černý pěšec · a6 černý střelec · d6 černý pěšec · f6 černý jezdec · g6 černý pěšec · c5 černý pěšec · d5 bílý pěšec · c3 bílý jezdec · f3 bílý jezdec · g3 bílý pěšec · a2 bílý pěšec · b2 bílý pěšec · e2 bílý pěšec · f2 bílý pěšec · g2 bílý střelec · h2 bílý pěšec · a1 bílý věž · c1 bílý střelec · d1 bílý dáma · e1 bílý král · h1 bílý věž | 6 |
| 5 | a8 černý věž · b8 černý jezdec · d8 černý dáma · e8 černý král · h8 černý věž · e7 černý pěšec · f7 černý pěšec · g7 černý střelec · h7 černý pěšec · a6 černý střelec · d6 černý pěšec · f6 černý jezdec · g6 černý pěšec · c5 černý pěšec · d5 bílý pěšec · c3 bílý jezdec · f3 bílý jezdec · g3 bílý pěšec · a2 bílý pěšec · b2 bílý pěšec · e2 bílý pěšec · f2 bílý pěšec · g2 bílý střelec · h2 bílý pěšec · a1 bílý věž · c1 bílý střelec · d1 bílý dáma · e1 bílý král · h1 bílý věž | a8 černý věž · b8 černý jezdec · d8 černý dáma · e8 černý král · h8 černý věž · e7 černý pěšec · f7 černý pěšec · g7 černý střelec · h7 černý pěšec · a6 černý střelec · d6 černý pěšec · f6 černý jezdec · g6 černý pěšec · c5 černý pěšec · d5 bílý pěšec · c3 bílý jezdec · f3 bílý jezdec · g3 bílý pěšec · a2 bílý pěšec · b2 bílý pěšec · e2 bílý pěšec · f2 bílý pěšec · g2 bílý střelec · h2 bílý pěšec · a1 bílý věž · c1 bílý střelec · d1 bílý dáma · e1 bílý král · h1 bílý věž | a8 černý věž · b8 černý jezdec · d8 černý dáma · e8 černý král · h8 černý věž · e7 černý pěšec · f7 černý pěšec · g7 černý střelec · h7 černý pěšec · a6 černý střelec · d6 černý pěšec · f6 černý jezdec · g6 černý pěšec · c5 černý pěšec · d5 bílý pěšec · c3 bílý jezdec · f3 bílý jezdec · g3 bílý pěšec · a2 bílý pěšec · b2 bílý pěšec · e2 bílý pěšec · f2 bílý pěšec · g2 bílý střelec · h2 bílý pěšec · a1 bílý věž · c1 bílý střelec · d1 bílý dáma · e1 bílý král · h1 bílý věž | a8 černý věž · b8 černý jezdec · d8 černý dáma · e8 černý král · h8 černý věž · e7 černý pěšec · f7 černý pěšec · g7 černý střelec · h7 černý pěšec · a6 černý střelec · d6 černý pěšec · f6 černý jezdec · g6 černý pěšec · c5 černý pěšec · d5 bílý pěšec · c3 bílý jezdec · f3 bílý jezdec · g3 bílý pěšec · a2 bílý pěšec · b2 bílý pěšec · e2 bílý pěšec · f2 bílý pěšec · g2 bílý střelec · h2 bílý pěšec · a1 bílý věž · c1 bílý střelec · d1 bílý dáma · e1 bílý král · h1 bílý věž | a8 černý věž · b8 černý jezdec · d8 černý dáma · e8 černý král · h8 černý věž · e7 černý pěšec · f7 černý pěšec · g7 černý střelec · h7 černý pěšec · a6 černý střelec · d6 černý pěšec · f6 černý jezdec · g6 černý pěšec · c5 černý pěšec · d5 bílý pěšec · c3 bílý jezdec · f3 bílý jezdec · g3 bílý pěšec · a2 bílý pěšec · b2 bílý pěšec · e2 bílý pěšec · f2 bílý pěšec · g2 bílý střelec · h2 bílý pěšec · a1 bílý věž · c1 bílý střelec · d1 bílý dáma · e1 bílý král · h1 bílý věž | a8 černý věž · b8 černý jezdec · d8 černý dáma · e8 černý král · h8 černý věž · e7 černý pěšec · f7 černý pěšec · g7 černý střelec · h7 černý pěšec · a6 černý střelec · d6 černý pěšec · f6 černý jezdec · g6 černý pěšec · c5 černý pěšec · d5 bílý pěšec · c3 bílý jezdec · f3 bílý jezdec · g3 bílý pěšec · a2 bílý pěšec · b2 bílý pěšec · e2 bílý pěšec · f2 bílý pěšec · g2 bílý střelec · h2 bílý pěšec · a1 bílý věž · c1 bílý střelec · d1 bílý dáma · e1 bílý král · h1 bílý věž | a8 černý věž · b8 černý jezdec · d8 černý dáma · e8 černý král · h8 černý věž · e7 černý pěšec · f7 černý pěšec · g7 černý střelec · h7 černý pěšec · a6 černý střelec · d6 černý pěšec · f6 černý jezdec · g6 černý pěšec · c5 černý pěšec · d5 bílý pěšec · c3 bílý jezdec · f3 bílý jezdec · g3 bílý pěšec · a2 bílý pěšec · b2 bílý pěšec · e2 bílý pěšec · f2 bílý pěšec · g2 bílý střelec · h2 bílý pěšec · a1 bílý věž · c1 bílý střelec · d1 bílý dáma · e1 bílý král · h1 bílý věž | a8 černý věž · b8 černý jezdec · d8 černý dáma · e8 černý král · h8 černý věž · e7 černý pěšec · f7 černý pěšec · g7 černý střelec · h7 černý pěšec · a6 černý střelec · d6 černý pěšec · f6 černý jezdec · g6 černý pěšec · c5 černý pěšec · d5 bílý pěšec · c3 bílý jezdec · f3 bílý jezdec · g3 bílý pěšec · a2 bílý pěšec · b2 bílý pěšec · e2 bílý pěšec · f2 bílý pěšec · g2 bílý střelec · h2 bílý pěšec · a1 bílý věž · c1 bílý střelec · d1 bílý dáma · e1 bílý král · h1 bílý věž | 5 |
| 4 | a8 černý věž · b8 černý jezdec · d8 černý dáma · e8 černý král · h8 černý věž · e7 černý pěšec · f7 černý pěšec · g7 černý střelec · h7 černý pěšec · a6 černý střelec · d6 černý pěšec · f6 černý jezdec · g6 černý pěšec · c5 černý pěšec · d5 bílý pěšec · c3 bílý jezdec · f3 bílý jezdec · g3 bílý pěšec · a2 bílý pěšec · b2 bílý pěšec · e2 bílý pěšec · f2 bílý pěšec · g2 bílý střelec · h2 bílý pěšec · a1 bílý věž · c1 bílý střelec · d1 bílý dáma · e1 bílý král · h1 bílý věž | a8 černý věž · b8 černý jezdec · d8 černý dáma · e8 černý král · h8 černý věž · e7 černý pěšec · f7 černý pěšec · g7 černý střelec · h7 černý pěšec · a6 černý střelec · d6 černý pěšec · f6 černý jezdec · g6 černý pěšec · c5 černý pěšec · d5 bílý pěšec · c3 bílý jezdec · f3 bílý jezdec · g3 bílý pěšec · a2 bílý pěšec · b2 bílý pěšec · e2 bílý pěšec · f2 bílý pěšec · g2 bílý střelec · h2 bílý pěšec · a1 bílý věž · c1 bílý střelec · d1 bílý dáma · e1 bílý král · h1 bílý věž | a8 černý věž · b8 černý jezdec · d8 černý dáma · e8 černý král · h8 černý věž · e7 černý pěšec · f7 černý pěšec · g7 černý střelec · h7 černý pěšec · a6 černý střelec · d6 černý pěšec · f6 černý jezdec · g6 černý pěšec · c5 černý pěšec · d5 bílý pěšec · c3 bílý jezdec · f3 bílý jezdec · g3 bílý pěšec · a2 bílý pěšec · b2 bílý pěšec · e2 bílý pěšec · f2 bílý pěšec · g2 bílý střelec · h2 bílý pěšec · a1 bílý věž · c1 bílý střelec · d1 bílý dáma · e1 bílý král · h1 bílý věž | a8 černý věž · b8 černý jezdec · d8 černý dáma · e8 černý král · h8 černý věž · e7 černý pěšec · f7 černý pěšec · g7 černý střelec · h7 černý pěšec · a6 černý střelec · d6 černý pěšec · f6 černý jezdec · g6 černý pěšec · c5 černý pěšec · d5 bílý pěšec · c3 bílý jezdec · f3 bílý jezdec · g3 bílý pěšec · a2 bílý pěšec · b2 bílý pěšec · e2 bílý pěšec · f2 bílý pěšec · g2 bílý střelec · h2 bílý pěšec · a1 bílý věž · c1 bílý střelec · d1 bílý dáma · e1 bílý král · h1 bílý věž | a8 černý věž · b8 černý jezdec · d8 černý dáma · e8 černý král · h8 černý věž · e7 černý pěšec · f7 černý pěšec · g7 černý střelec · h7 černý pěšec · a6 černý střelec · d6 černý pěšec · f6 černý jezdec · g6 černý pěšec · c5 černý pěšec · d5 bílý pěšec · c3 bílý jezdec · f3 bílý jezdec · g3 bílý pěšec · a2 bílý pěšec · b2 bílý pěšec · e2 bílý pěšec · f2 bílý pěšec · g2 bílý střelec · h2 bílý pěšec · a1 bílý věž · c1 bílý střelec · d1 bílý dáma · e1 bílý král · h1 bílý věž | a8 černý věž · b8 černý jezdec · d8 černý dáma · e8 černý král · h8 černý věž · e7 černý pěšec · f7 černý pěšec · g7 černý střelec · h7 černý pěšec · a6 černý střelec · d6 černý pěšec · f6 černý jezdec · g6 černý pěšec · c5 černý pěšec · d5 bílý pěšec · c3 bílý jezdec · f3 bílý jezdec · g3 bílý pěšec · a2 bílý pěšec · b2 bílý pěšec · e2 bílý pěšec · f2 bílý pěšec · g2 bílý střelec · h2 bílý pěšec · a1 bílý věž · c1 bílý střelec · d1 bílý dáma · e1 bílý král · h1 bílý věž | a8 černý věž · b8 černý jezdec · d8 černý dáma · e8 černý král · h8 černý věž · e7 černý pěšec · f7 černý pěšec · g7 černý střelec · h7 černý pěšec · a6 černý střelec · d6 černý pěšec · f6 černý jezdec · g6 černý pěšec · c5 černý pěšec · d5 bílý pěšec · c3 bílý jezdec · f3 bílý jezdec · g3 bílý pěšec · a2 bílý pěšec · b2 bílý pěšec · e2 bílý pěšec · f2 bílý pěšec · g2 bílý střelec · h2 bílý pěšec · a1 bílý věž · c1 bílý střelec · d1 bílý dáma · e1 bílý král · h1 bílý věž | a8 černý věž · b8 černý jezdec · d8 černý dáma · e8 černý král · h8 černý věž · e7 černý pěšec · f7 černý pěšec · g7 černý střelec · h7 černý pěšec · a6 černý střelec · d6 černý pěšec · f6 černý jezdec · g6 černý pěšec · c5 černý pěšec · d5 bílý pěšec · c3 bílý jezdec · f3 bílý jezdec · g3 bílý pěšec · a2 bílý pěšec · b2 bílý pěšec · e2 bílý pěšec · f2 bílý pěšec · g2 bílý střelec · h2 bílý pěšec · a1 bílý věž · c1 bílý střelec · d1 bílý dáma · e1 bílý král · h1 bílý věž | 4 |
| 3 | a8 černý věž · b8 černý jezdec · d8 černý dáma · e8 černý král · h8 černý věž · e7 černý pěšec · f7 černý pěšec · g7 černý střelec · h7 černý pěšec · a6 černý střelec · d6 černý pěšec · f6 černý jezdec · g6 černý pěšec · c5 černý pěšec · d5 bílý pěšec · c3 bílý jezdec · f3 bílý jezdec · g3 bílý pěšec · a2 bílý pěšec · b2 bílý pěšec · e2 bílý pěšec · f2 bílý pěšec · g2 bílý střelec · h2 bílý pěšec · a1 bílý věž · c1 bílý střelec · d1 bílý dáma · e1 bílý král · h1 bílý věž | a8 černý věž · b8 černý jezdec · d8 černý dáma · e8 černý král · h8 černý věž · e7 černý pěšec · f7 černý pěšec · g7 černý střelec · h7 černý pěšec · a6 černý střelec · d6 černý pěšec · f6 černý jezdec · g6 černý pěšec · c5 černý pěšec · d5 bílý pěšec · c3 bílý jezdec · f3 bílý jezdec · g3 bílý pěšec · a2 bílý pěšec · b2 bílý pěšec · e2 bílý pěšec · f2 bílý pěšec · g2 bílý střelec · h2 bílý pěšec · a1 bílý věž · c1 bílý střelec · d1 bílý dáma · e1 bílý král · h1 bílý věž | a8 černý věž · b8 černý jezdec · d8 černý dáma · e8 černý král · h8 černý věž · e7 černý pěšec · f7 černý pěšec · g7 černý střelec · h7 černý pěšec · a6 černý střelec · d6 černý pěšec · f6 černý jezdec · g6 černý pěšec · c5 černý pěšec · d5 bílý pěšec · c3 bílý jezdec · f3 bílý jezdec · g3 bílý pěšec · a2 bílý pěšec · b2 bílý pěšec · e2 bílý pěšec · f2 bílý pěšec · g2 bílý střelec · h2 bílý pěšec · a1 bílý věž · c1 bílý střelec · d1 bílý dáma · e1 bílý král · h1 bílý věž | a8 černý věž · b8 černý jezdec · d8 černý dáma · e8 černý král · h8 černý věž · e7 černý pěšec · f7 černý pěšec · g7 černý střelec · h7 černý pěšec · a6 černý střelec · d6 černý pěšec · f6 černý jezdec · g6 černý pěšec · c5 černý pěšec · d5 bílý pěšec · c3 bílý jezdec · f3 bílý jezdec · g3 bílý pěšec · a2 bílý pěšec · b2 bílý pěšec · e2 bílý pěšec · f2 bílý pěšec · g2 bílý střelec · h2 bílý pěšec · a1 bílý věž · c1 bílý střelec · d1 bílý dáma · e1 bílý král · h1 bílý věž | a8 černý věž · b8 černý jezdec · d8 černý dáma · e8 černý král · h8 černý věž · e7 černý pěšec · f7 černý pěšec · g7 černý střelec · h7 černý pěšec · a6 černý střelec · d6 černý pěšec · f6 černý jezdec · g6 černý pěšec · c5 černý pěšec · d5 bílý pěšec · c3 bílý jezdec · f3 bílý jezdec · g3 bílý pěšec · a2 bílý pěšec · b2 bílý pěšec · e2 bílý pěšec · f2 bílý pěšec · g2 bílý střelec · h2 bílý pěšec · a1 bílý věž · c1 bílý střelec · d1 bílý dáma · e1 bílý král · h1 bílý věž | a8 černý věž · b8 černý jezdec · d8 černý dáma · e8 černý král · h8 černý věž · e7 černý pěšec · f7 černý pěšec · g7 černý střelec · h7 černý pěšec · a6 černý střelec · d6 černý pěšec · f6 černý jezdec · g6 černý pěšec · c5 černý pěšec · d5 bílý pěšec · c3 bílý jezdec · f3 bílý jezdec · g3 bílý pěšec · a2 bílý pěšec · b2 bílý pěšec · e2 bílý pěšec · f2 bílý pěšec · g2 bílý střelec · h2 bílý pěšec · a1 bílý věž · c1 bílý střelec · d1 bílý dáma · e1 bílý král · h1 bílý věž | a8 černý věž · b8 černý jezdec · d8 černý dáma · e8 černý král · h8 černý věž · e7 černý pěšec · f7 černý pěšec · g7 černý střelec · h7 černý pěšec · a6 černý střelec · d6 černý pěšec · f6 černý jezdec · g6 černý pěšec · c5 černý pěšec · d5 bílý pěšec · c3 bílý jezdec · f3 bílý jezdec · g3 bílý pěšec · a2 bílý pěšec · b2 bílý pěšec · e2 bílý pěšec · f2 bílý pěšec · g2 bílý střelec · h2 bílý pěšec · a1 bílý věž · c1 bílý střelec · d1 bílý dáma · e1 bílý král · h1 bílý věž | a8 černý věž · b8 černý jezdec · d8 černý dáma · e8 černý král · h8 černý věž · e7 černý pěšec · f7 černý pěšec · g7 černý střelec · h7 černý pěšec · a6 černý střelec · d6 černý pěšec · f6 černý jezdec · g6 černý pěšec · c5 černý pěšec · d5 bílý pěšec · c3 bílý jezdec · f3 bílý jezdec · g3 bílý pěšec · a2 bílý pěšec · b2 bílý pěšec · e2 bílý pěšec · f2 bílý pěšec · g2 bílý střelec · h2 bílý pěšec · a1 bílý věž · c1 bílý střelec · d1 bílý dáma · e1 bílý král · h1 bílý věž | 3 |
| 2 | a8 černý věž · b8 černý jezdec · d8 černý dáma · e8 černý král · h8 černý věž · e7 černý pěšec · f7 černý pěšec · g7 černý střelec · h7 černý pěšec · a6 černý střelec · d6 černý pěšec · f6 černý jezdec · g6 černý pěšec · c5 černý pěšec · d5 bílý pěšec · c3 bílý jezdec · f3 bílý jezdec · g3 bílý pěšec · a2 bílý pěšec · b2 bílý pěšec · e2 bílý pěšec · f2 bílý pěšec · g2 bílý střelec · h2 bílý pěšec · a1 bílý věž · c1 bílý střelec · d1 bílý dáma · e1 bílý král · h1 bílý věž | a8 černý věž · b8 černý jezdec · d8 černý dáma · e8 černý král · h8 černý věž · e7 černý pěšec · f7 černý pěšec · g7 černý střelec · h7 černý pěšec · a6 černý střelec · d6 černý pěšec · f6 černý jezdec · g6 černý pěšec · c5 černý pěšec · d5 bílý pěšec · c3 bílý jezdec · f3 bílý jezdec · g3 bílý pěšec · a2 bílý pěšec · b2 bílý pěšec · e2 bílý pěšec · f2 bílý pěšec · g2 bílý střelec · h2 bílý pěšec · a1 bílý věž · c1 bílý střelec · d1 bílý dáma · e1 bílý král · h1 bílý věž | a8 černý věž · b8 černý jezdec · d8 černý dáma · e8 černý král · h8 černý věž · e7 černý pěšec · f7 černý pěšec · g7 černý střelec · h7 černý pěšec · a6 černý střelec · d6 černý pěšec · f6 černý jezdec · g6 černý pěšec · c5 černý pěšec · d5 bílý pěšec · c3 bílý jezdec · f3 bílý jezdec · g3 bílý pěšec · a2 bílý pěšec · b2 bílý pěšec · e2 bílý pěšec · f2 bílý pěšec · g2 bílý střelec · h2 bílý pěšec · a1 bílý věž · c1 bílý střelec · d1 bílý dáma · e1 bílý král · h1 bílý věž | a8 černý věž · b8 černý jezdec · d8 černý dáma · e8 černý král · h8 černý věž · e7 černý pěšec · f7 černý pěšec · g7 černý střelec · h7 černý pěšec · a6 černý střelec · d6 černý pěšec · f6 černý jezdec · g6 černý pěšec · c5 černý pěšec · d5 bílý pěšec · c3 bílý jezdec · f3 bílý jezdec · g3 bílý pěšec · a2 bílý pěšec · b2 bílý pěšec · e2 bílý pěšec · f2 bílý pěšec · g2 bílý střelec · h2 bílý pěšec · a1 bílý věž · c1 bílý střelec · d1 bílý dáma · e1 bílý král · h1 bílý věž | a8 černý věž · b8 černý jezdec · d8 černý dáma · e8 černý král · h8 černý věž · e7 černý pěšec · f7 černý pěšec · g7 černý střelec · h7 černý pěšec · a6 černý střelec · d6 černý pěšec · f6 černý jezdec · g6 černý pěšec · c5 černý pěšec · d5 bílý pěšec · c3 bílý jezdec · f3 bílý jezdec · g3 bílý pěšec · a2 bílý pěšec · b2 bílý pěšec · e2 bílý pěšec · f2 bílý pěšec · g2 bílý střelec · h2 bílý pěšec · a1 bílý věž · c1 bílý střelec · d1 bílý dáma · e1 bílý král · h1 bílý věž | a8 černý věž · b8 černý jezdec · d8 černý dáma · e8 černý král · h8 černý věž · e7 černý pěšec · f7 černý pěšec · g7 černý střelec · h7 černý pěšec · a6 černý střelec · d6 černý pěšec · f6 černý jezdec · g6 černý pěšec · c5 černý pěšec · d5 bílý pěšec · c3 bílý jezdec · f3 bílý jezdec · g3 bílý pěšec · a2 bílý pěšec · b2 bílý pěšec · e2 bílý pěšec · f2 bílý pěšec · g2 bílý střelec · h2 bílý pěšec · a1 bílý věž · c1 bílý střelec · d1 bílý dáma · e1 bílý král · h1 bílý věž | a8 černý věž · b8 černý jezdec · d8 černý dáma · e8 černý král · h8 černý věž · e7 černý pěšec · f7 černý pěšec · g7 černý střelec · h7 černý pěšec · a6 černý střelec · d6 černý pěšec · f6 černý jezdec · g6 černý pěšec · c5 černý pěšec · d5 bílý pěšec · c3 bílý jezdec · f3 bílý jezdec · g3 bílý pěšec · a2 bílý pěšec · b2 bílý pěšec · e2 bílý pěšec · f2 bílý pěšec · g2 bílý střelec · h2 bílý pěšec · a1 bílý věž · c1 bílý střelec · d1 bílý dáma · e1 bílý král · h1 bílý věž | a8 černý věž · b8 černý jezdec · d8 černý dáma · e8 černý král · h8 černý věž · e7 černý pěšec · f7 černý pěšec · g7 černý střelec · h7 černý pěšec · a6 černý střelec · d6 černý pěšec · f6 černý jezdec · g6 černý pěšec · c5 černý pěšec · d5 bílý pěšec · c3 bílý jezdec · f3 bílý jezdec · g3 bílý pěšec · a2 bílý pěšec · b2 bílý pěšec · e2 bílý pěšec · f2 bílý pěšec · g2 bílý střelec · h2 bílý pěšec · a1 bílý věž · c1 bílý střelec · d1 bílý dáma · e1 bílý král · h1 bílý věž | 2 |
| 1 | a8 černý věž · b8 černý jezdec · d8 černý dáma · e8 černý král · h8 černý věž · e7 černý pěšec · f7 černý pěšec · g7 černý střelec · h7 černý pěšec · a6 černý střelec · d6 černý pěšec · f6 černý jezdec · g6 černý pěšec · c5 černý pěšec · d5 bílý pěšec · c3 bílý jezdec · f3 bílý jezdec · g3 bílý pěšec · a2 bílý pěšec · b2 bílý pěšec · e2 bílý pěšec · f2 bílý pěšec · g2 bílý střelec · h2 bílý pěšec · a1 bílý věž · c1 bílý střelec · d1 bílý dáma · e1 bílý král · h1 bílý věž | a8 černý věž · b8 černý jezdec · d8 černý dáma · e8 černý král · h8 černý věž · e7 černý pěšec · f7 černý pěšec · g7 černý střelec · h7 černý pěšec · a6 černý střelec · d6 černý pěšec · f6 černý jezdec · g6 černý pěšec · c5 černý pěšec · d5 bílý pěšec · c3 bílý jezdec · f3 bílý jezdec · g3 bílý pěšec · a2 bílý pěšec · b2 bílý pěšec · e2 bílý pěšec · f2 bílý pěšec · g2 bílý střelec · h2 bílý pěšec · a1 bílý věž · c1 bílý střelec · d1 bílý dáma · e1 bílý král · h1 bílý věž | a8 černý věž · b8 černý jezdec · d8 černý dáma · e8 černý král · h8 černý věž · e7 černý pěšec · f7 černý pěšec · g7 černý střelec · h7 černý pěšec · a6 černý střelec · d6 černý pěšec · f6 černý jezdec · g6 černý pěšec · c5 černý pěšec · d5 bílý pěšec · c3 bílý jezdec · f3 bílý jezdec · g3 bílý pěšec · a2 bílý pěšec · b2 bílý pěšec · e2 bílý pěšec · f2 bílý pěšec · g2 bílý střelec · h2 bílý pěšec · a1 bílý věž · c1 bílý střelec · d1 bílý dáma · e1 bílý král · h1 bílý věž | a8 černý věž · b8 černý jezdec · d8 černý dáma · e8 černý král · h8 černý věž · e7 černý pěšec · f7 černý pěšec · g7 černý střelec · h7 černý pěšec · a6 černý střelec · d6 černý pěšec · f6 černý jezdec · g6 černý pěšec · c5 černý pěšec · d5 bílý pěšec · c3 bílý jezdec · f3 bílý jezdec · g3 bílý pěšec · a2 bílý pěšec · b2 bílý pěšec · e2 bílý pěšec · f2 bílý pěšec · g2 bílý střelec · h2 bílý pěšec · a1 bílý věž · c1 bílý střelec · d1 bílý dáma · e1 bílý král · h1 bílý věž | a8 černý věž · b8 černý jezdec · d8 černý dáma · e8 černý král · h8 černý věž · e7 černý pěšec · f7 černý pěšec · g7 černý střelec · h7 černý pěšec · a6 černý střelec · d6 černý pěšec · f6 černý jezdec · g6 černý pěšec · c5 černý pěšec · d5 bílý pěšec · c3 bílý jezdec · f3 bílý jezdec · g3 bílý pěšec · a2 bílý pěšec · b2 bílý pěšec · e2 bílý pěšec · f2 bílý pěšec · g2 bílý střelec · h2 bílý pěšec · a1 bílý věž · c1 bílý střelec · d1 bílý dáma · e1 bílý král · h1 bílý věž | a8 černý věž · b8 černý jezdec · d8 černý dáma · e8 černý král · h8 černý věž · e7 černý pěšec · f7 černý pěšec · g7 černý střelec · h7 černý pěšec · a6 černý střelec · d6 černý pěšec · f6 černý jezdec · g6 černý pěšec · c5 černý pěšec · d5 bílý pěšec · c3 bílý jezdec · f3 bílý jezdec · g3 bílý pěšec · a2 bílý pěšec · b2 bílý pěšec · e2 bílý pěšec · f2 bílý pěšec · g2 bílý střelec · h2 bílý pěšec · a1 bílý věž · c1 bílý střelec · d1 bílý dáma · e1 bílý král · h1 bílý věž | a8 černý věž · b8 černý jezdec · d8 černý dáma · e8 černý král · h8 černý věž · e7 černý pěšec · f7 černý pěšec · g7 černý střelec · h7 černý pěšec · a6 černý střelec · d6 černý pěšec · f6 černý jezdec · g6 černý pěšec · c5 černý pěšec · d5 bílý pěšec · c3 bílý jezdec · f3 bílý jezdec · g3 bílý pěšec · a2 bílý pěšec · b2 bílý pěšec · e2 bílý pěšec · f2 bílý pěšec · g2 bílý střelec · h2 bílý pěšec · a1 bílý věž · c1 bílý střelec · d1 bílý dáma · e1 bílý král · h1 bílý věž | a8 černý věž · b8 černý jezdec · d8 černý dáma · e8 černý král · h8 černý věž · e7 černý pěšec · f7 černý pěšec · g7 černý střelec · h7 černý pěšec · a6 černý střelec · d6 černý pěšec · f6 černý jezdec · g6 černý pěšec · c5 černý pěšec · d5 bílý pěšec · c3 bílý jezdec · f3 bílý jezdec · g3 bílý pěšec · a2 bílý pěšec · b2 bílý pěšec · e2 bílý pěšec · f2 bílý pěšec · g2 bílý střelec · h2 bílý pěšec · a1 bílý věž · c1 bílý střelec · d1 bílý dáma · e1 bílý král · h1 bílý věž | 1 |
|   | a | b | c | d | e | f | g | h |   |

|   | a | b | c | d | e | f | g | h |   |
| 8 | a8 černý věž · b8 černý jezdec · d8 černý dáma · e8 černý král · f8 černý střelec · h8 černý věž · e7 černý pěšec · f7 černý pěšec · h7 černý pěšec · d6 černý pěšec · f6 černý jezdec · g6 černý pěšec · c5 černý pěšec · d5 bílý pěšec · e4 bílý pěšec · c3 bílý jezdec · f3 bílý jezdec · a2 bílý pěšec · b2 bílý pěšec · f2 bílý pěšec · g2 bílý pěšec · h2 bílý pěšec · a1 bílý věž · c1 bílý střelec · d1 bílý dáma · f1 bílý král · h1 bílý věž | a8 černý věž · b8 černý jezdec · d8 černý dáma · e8 černý král · f8 černý střelec · h8 černý věž · e7 černý pěšec · f7 černý pěšec · h7 černý pěšec · d6 černý pěšec · f6 černý jezdec · g6 černý pěšec · c5 černý pěšec · d5 bílý pěšec · e4 bílý pěšec · c3 bílý jezdec · f3 bílý jezdec · a2 bílý pěšec · b2 bílý pěšec · f2 bílý pěšec · g2 bílý pěšec · h2 bílý pěšec · a1 bílý věž · c1 bílý střelec · d1 bílý dáma · f1 bílý král · h1 bílý věž | a8 černý věž · b8 černý jezdec · d8 černý dáma · e8 černý král · f8 černý střelec · h8 černý věž · e7 černý pěšec · f7 černý pěšec · h7 černý pěšec · d6 černý pěšec · f6 černý jezdec · g6 černý pěšec · c5 černý pěšec · d5 bílý pěšec · e4 bílý pěšec · c3 bílý jezdec · f3 bílý jezdec · a2 bílý pěšec · b2 bílý pěšec · f2 bílý pěšec · g2 bílý pěšec · h2 bílý pěšec · a1 bílý věž · c1 bílý střelec · d1 bílý dáma · f1 bílý král · h1 bílý věž | a8 černý věž · b8 černý jezdec · d8 černý dáma · e8 černý král · f8 černý střelec · h8 černý věž · e7 černý pěšec · f7 černý pěšec · h7 černý pěšec · d6 černý pěšec · f6 černý jezdec · g6 černý pěšec · c5 černý pěšec · d5 bílý pěšec · e4 bílý pěšec · c3 bílý jezdec · f3 bílý jezdec · a2 bílý pěšec · b2 bílý pěšec · f2 bílý pěšec · g2 bílý pěšec · h2 bílý pěšec · a1 bílý věž · c1 bílý střelec · d1 bílý dáma · f1 bílý král · h1 bílý věž | a8 černý věž · b8 černý jezdec · d8 černý dáma · e8 černý král · f8 černý střelec · h8 černý věž · e7 černý pěšec · f7 černý pěšec · h7 černý pěšec · d6 černý pěšec · f6 černý jezdec · g6 černý pěšec · c5 černý pěšec · d5 bílý pěšec · e4 bílý pěšec · c3 bílý jezdec · f3 bílý jezdec · a2 bílý pěšec · b2 bílý pěšec · f2 bílý pěšec · g2 bílý pěšec · h2 bílý pěšec · a1 bílý věž · c1 bílý střelec · d1 bílý dáma · f1 bílý král · h1 bílý věž | a8 černý věž · b8 černý jezdec · d8 černý dáma · e8 černý král · f8 černý střelec · h8 černý věž · e7 černý pěšec · f7 černý pěšec · h7 černý pěšec · d6 černý pěšec · f6 černý jezdec · g6 černý pěšec · c5 černý pěšec · d5 bílý pěšec · e4 bílý pěšec · c3 bílý jezdec · f3 bílý jezdec · a2 bílý pěšec · b2 bílý pěšec · f2 bílý pěšec · g2 bílý pěšec · h2 bílý pěšec · a1 bílý věž · c1 bílý střelec · d1 bílý dáma · f1 bílý král · h1 bílý věž | a8 černý věž · b8 černý jezdec · d8 černý dáma · e8 černý král · f8 černý střelec · h8 černý věž · e7 černý pěšec · f7 černý pěšec · h7 černý pěšec · d6 černý pěšec · f6 černý jezdec · g6 černý pěšec · c5 černý pěšec · d5 bílý pěšec · e4 bílý pěšec · c3 bílý jezdec · f3 bílý jezdec · a2 bílý pěšec · b2 bílý pěšec · f2 bílý pěšec · g2 bílý pěšec · h2 bílý pěšec · a1 bílý věž · c1 bílý střelec · d1 bílý dáma · f1 bílý král · h1 bílý věž | a8 černý věž · b8 černý jezdec · d8 černý dáma · e8 černý král · f8 černý střelec · h8 černý věž · e7 černý pěšec · f7 černý pěšec · h7 černý pěšec · d6 černý pěšec · f6 černý jezdec · g6 černý pěšec · c5 černý pěšec · d5 bílý pěšec · e4 bílý pěšec · c3 bílý jezdec · f3 bílý jezdec · a2 bílý pěšec · b2 bílý pěšec · f2 bílý pěšec · g2 bílý pěšec · h2 bílý pěšec · a1 bílý věž · c1 bílý střelec · d1 bílý dáma · f1 bílý král · h1 bílý věž | 8 |
| 7 | a8 černý věž · b8 černý jezdec · d8 černý dáma · e8 černý král · f8 černý střelec · h8 černý věž · e7 černý pěšec · f7 černý pěšec · h7 černý pěšec · d6 černý pěšec · f6 černý jezdec · g6 černý pěšec · c5 černý pěšec · d5 bílý pěšec · e4 bílý pěšec · c3 bílý jezdec · f3 bílý jezdec · a2 bílý pěšec · b2 bílý pěšec · f2 bílý pěšec · g2 bílý pěšec · h2 bílý pěšec · a1 bílý věž · c1 bílý střelec · d1 bílý dáma · f1 bílý král · h1 bílý věž | a8 černý věž · b8 černý jezdec · d8 černý dáma · e8 černý král · f8 černý střelec · h8 černý věž · e7 černý pěšec · f7 černý pěšec · h7 černý pěšec · d6 černý pěšec · f6 černý jezdec · g6 černý pěšec · c5 černý pěšec · d5 bílý pěšec · e4 bílý pěšec · c3 bílý jezdec · f3 bílý jezdec · a2 bílý pěšec · b2 bílý pěšec · f2 bílý pěšec · g2 bílý pěšec · h2 bílý pěšec · a1 bílý věž · c1 bílý střelec · d1 bílý dáma · f1 bílý král · h1 bílý věž | a8 černý věž · b8 černý jezdec · d8 černý dáma · e8 černý král · f8 černý střelec · h8 černý věž · e7 černý pěšec · f7 černý pěšec · h7 černý pěšec · d6 černý pěšec · f6 černý jezdec · g6 černý pěšec · c5 černý pěšec · d5 bílý pěšec · e4 bílý pěšec · c3 bílý jezdec · f3 bílý jezdec · a2 bílý pěšec · b2 bílý pěšec · f2 bílý pěšec · g2 bílý pěšec · h2 bílý pěšec · a1 bílý věž · c1 bílý střelec · d1 bílý dáma · f1 bílý král · h1 bílý věž | a8 černý věž · b8 černý jezdec · d8 černý dáma · e8 černý král · f8 černý střelec · h8 černý věž · e7 černý pěšec · f7 černý pěšec · h7 černý pěšec · d6 černý pěšec · f6 černý jezdec · g6 černý pěšec · c5 černý pěšec · d5 bílý pěšec · e4 bílý pěšec · c3 bílý jezdec · f3 bílý jezdec · a2 bílý pěšec · b2 bílý pěšec · f2 bílý pěšec · g2 bílý pěšec · h2 bílý pěšec · a1 bílý věž · c1 bílý střelec · d1 bílý dáma · f1 bílý král · h1 bílý věž | a8 černý věž · b8 černý jezdec · d8 černý dáma · e8 černý král · f8 černý střelec · h8 černý věž · e7 černý pěšec · f7 černý pěšec · h7 černý pěšec · d6 černý pěšec · f6 černý jezdec · g6 černý pěšec · c5 černý pěšec · d5 bílý pěšec · e4 bílý pěšec · c3 bílý jezdec · f3 bílý jezdec · a2 bílý pěšec · b2 bílý pěšec · f2 bílý pěšec · g2 bílý pěšec · h2 bílý pěšec · a1 bílý věž · c1 bílý střelec · d1 bílý dáma · f1 bílý král · h1 bílý věž | a8 černý věž · b8 černý jezdec · d8 černý dáma · e8 černý král · f8 černý střelec · h8 černý věž · e7 černý pěšec · f7 černý pěšec · h7 černý pěšec · d6 černý pěšec · f6 černý jezdec · g6 černý pěšec · c5 černý pěšec · d5 bílý pěšec · e4 bílý pěšec · c3 bílý jezdec · f3 bílý jezdec · a2 bílý pěšec · b2 bílý pěšec · f2 bílý pěšec · g2 bílý pěšec · h2 bílý pěšec · a1 bílý věž · c1 bílý střelec · d1 bílý dáma · f1 bílý král · h1 bílý věž | a8 černý věž · b8 černý jezdec · d8 černý dáma · e8 černý král · f8 černý střelec · h8 černý věž · e7 černý pěšec · f7 černý pěšec · h7 černý pěšec · d6 černý pěšec · f6 černý jezdec · g6 černý pěšec · c5 černý pěšec · d5 bílý pěšec · e4 bílý pěšec · c3 bílý jezdec · f3 bílý jezdec · a2 bílý pěšec · b2 bílý pěšec · f2 bílý pěšec · g2 bílý pěšec · h2 bílý pěšec · a1 bílý věž · c1 bílý střelec · d1 bílý dáma · f1 bílý král · h1 bílý věž | a8 černý věž · b8 černý jezdec · d8 černý dáma · e8 černý král · f8 černý střelec · h8 černý věž · e7 černý pěšec · f7 černý pěšec · h7 černý pěšec · d6 černý pěšec · f6 černý jezdec · g6 černý pěšec · c5 černý pěšec · d5 bílý pěšec · e4 bílý pěšec · c3 bílý jezdec · f3 bílý jezdec · a2 bílý pěšec · b2 bílý pěšec · f2 bílý pěšec · g2 bílý pěšec · h2 bílý pěšec · a1 bílý věž · c1 bílý střelec · d1 bílý dáma · f1 bílý král · h1 bílý věž | 7 |
| 6 | a8 černý věž · b8 černý jezdec · d8 černý dáma · e8 černý král · f8 černý střelec · h8 černý věž · e7 černý pěšec · f7 černý pěšec · h7 černý pěšec · d6 černý pěšec · f6 černý jezdec · g6 černý pěšec · c5 černý pěšec · d5 bílý pěšec · e4 bílý pěšec · c3 bílý jezdec · f3 bílý jezdec · a2 bílý pěšec · b2 bílý pěšec · f2 bílý pěšec · g2 bílý pěšec · h2 bílý pěšec · a1 bílý věž · c1 bílý střelec · d1 bílý dáma · f1 bílý král · h1 bílý věž | a8 černý věž · b8 černý jezdec · d8 černý dáma · e8 černý král · f8 černý střelec · h8 černý věž · e7 černý pěšec · f7 černý pěšec · h7 černý pěšec · d6 černý pěšec · f6 černý jezdec · g6 černý pěšec · c5 černý pěšec · d5 bílý pěšec · e4 bílý pěšec · c3 bílý jezdec · f3 bílý jezdec · a2 bílý pěšec · b2 bílý pěšec · f2 bílý pěšec · g2 bílý pěšec · h2 bílý pěšec · a1 bílý věž · c1 bílý střelec · d1 bílý dáma · f1 bílý král · h1 bílý věž | a8 černý věž · b8 černý jezdec · d8 černý dáma · e8 černý král · f8 černý střelec · h8 černý věž · e7 černý pěšec · f7 černý pěšec · h7 černý pěšec · d6 černý pěšec · f6 černý jezdec · g6 černý pěšec · c5 černý pěšec · d5 bílý pěšec · e4 bílý pěšec · c3 bílý jezdec · f3 bílý jezdec · a2 bílý pěšec · b2 bílý pěšec · f2 bílý pěšec · g2 bílý pěšec · h2 bílý pěšec · a1 bílý věž · c1 bílý střelec · d1 bílý dáma · f1 bílý král · h1 bílý věž | a8 černý věž · b8 černý jezdec · d8 černý dáma · e8 černý král · f8 černý střelec · h8 černý věž · e7 černý pěšec · f7 černý pěšec · h7 černý pěšec · d6 černý pěšec · f6 černý jezdec · g6 černý pěšec · c5 černý pěšec · d5 bílý pěšec · e4 bílý pěšec · c3 bílý jezdec · f3 bílý jezdec · a2 bílý pěšec · b2 bílý pěšec · f2 bílý pěšec · g2 bílý pěšec · h2 bílý pěšec · a1 bílý věž · c1 bílý střelec · d1 bílý dáma · f1 bílý král · h1 bílý věž | a8 černý věž · b8 černý jezdec · d8 černý dáma · e8 černý král · f8 černý střelec · h8 černý věž · e7 černý pěšec · f7 černý pěšec · h7 černý pěšec · d6 černý pěšec · f6 černý jezdec · g6 černý pěšec · c5 černý pěšec · d5 bílý pěšec · e4 bílý pěšec · c3 bílý jezdec · f3 bílý jezdec · a2 bílý pěšec · b2 bílý pěšec · f2 bílý pěšec · g2 bílý pěšec · h2 bílý pěšec · a1 bílý věž · c1 bílý střelec · d1 bílý dáma · f1 bílý král · h1 bílý věž | a8 černý věž · b8 černý jezdec · d8 černý dáma · e8 černý král · f8 černý střelec · h8 černý věž · e7 černý pěšec · f7 černý pěšec · h7 černý pěšec · d6 černý pěšec · f6 černý jezdec · g6 černý pěšec · c5 černý pěšec · d5 bílý pěšec · e4 bílý pěšec · c3 bílý jezdec · f3 bílý jezdec · a2 bílý pěšec · b2 bílý pěšec · f2 bílý pěšec · g2 bílý pěšec · h2 bílý pěšec · a1 bílý věž · c1 bílý střelec · d1 bílý dáma · f1 bílý král · h1 bílý věž | a8 černý věž · b8 černý jezdec · d8 černý dáma · e8 černý král · f8 černý střelec · h8 černý věž · e7 černý pěšec · f7 černý pěšec · h7 černý pěšec · d6 černý pěšec · f6 černý jezdec · g6 černý pěšec · c5 černý pěšec · d5 bílý pěšec · e4 bílý pěšec · c3 bílý jezdec · f3 bílý jezdec · a2 bílý pěšec · b2 bílý pěšec · f2 bílý pěšec · g2 bílý pěšec · h2 bílý pěšec · a1 bílý věž · c1 bílý střelec · d1 bílý dáma · f1 bílý král · h1 bílý věž | a8 černý věž · b8 černý jezdec · d8 černý dáma · e8 černý král · f8 černý střelec · h8 černý věž · e7 černý pěšec · f7 černý pěšec · h7 černý pěšec · d6 černý pěšec · f6 černý jezdec · g6 černý pěšec · c5 černý pěšec · d5 bílý pěšec · e4 bílý pěšec · c3 bílý jezdec · f3 bílý jezdec · a2 bílý pěšec · b2 bílý pěšec · f2 bílý pěšec · g2 bílý pěšec · h2 bílý pěšec · a1 bílý věž · c1 bílý střelec · d1 bílý dáma · f1 bílý král · h1 bílý věž | 6 |
| 5 | a8 černý věž · b8 černý jezdec · d8 černý dáma · e8 černý král · f8 černý střelec · h8 černý věž · e7 černý pěšec · f7 černý pěšec · h7 černý pěšec · d6 černý pěšec · f6 černý jezdec · g6 černý pěšec · c5 černý pěšec · d5 bílý pěšec · e4 bílý pěšec · c3 bílý jezdec · f3 bílý jezdec · a2 bílý pěšec · b2 bílý pěšec · f2 bílý pěšec · g2 bílý pěšec · h2 bílý pěšec · a1 bílý věž · c1 bílý střelec · d1 bílý dáma · f1 bílý král · h1 bílý věž | a8 černý věž · b8 černý jezdec · d8 černý dáma · e8 černý král · f8 černý střelec · h8 černý věž · e7 černý pěšec · f7 černý pěšec · h7 černý pěšec · d6 černý pěšec · f6 černý jezdec · g6 černý pěšec · c5 černý pěšec · d5 bílý pěšec · e4 bílý pěšec · c3 bílý jezdec · f3 bílý jezdec · a2 bílý pěšec · b2 bílý pěšec · f2 bílý pěšec · g2 bílý pěšec · h2 bílý pěšec · a1 bílý věž · c1 bílý střelec · d1 bílý dáma · f1 bílý král · h1 bílý věž | a8 černý věž · b8 černý jezdec · d8 černý dáma · e8 černý král · f8 černý střelec · h8 černý věž · e7 černý pěšec · f7 černý pěšec · h7 černý pěšec · d6 černý pěšec · f6 černý jezdec · g6 černý pěšec · c5 černý pěšec · d5 bílý pěšec · e4 bílý pěšec · c3 bílý jezdec · f3 bílý jezdec · a2 bílý pěšec · b2 bílý pěšec · f2 bílý pěšec · g2 bílý pěšec · h2 bílý pěšec · a1 bílý věž · c1 bílý střelec · d1 bílý dáma · f1 bílý král · h1 bílý věž | a8 černý věž · b8 černý jezdec · d8 černý dáma · e8 černý král · f8 černý střelec · h8 černý věž · e7 černý pěšec · f7 černý pěšec · h7 černý pěšec · d6 černý pěšec · f6 černý jezdec · g6 černý pěšec · c5 černý pěšec · d5 bílý pěšec · e4 bílý pěšec · c3 bílý jezdec · f3 bílý jezdec · a2 bílý pěšec · b2 bílý pěšec · f2 bílý pěšec · g2 bílý pěšec · h2 bílý pěšec · a1 bílý věž · c1 bílý střelec · d1 bílý dáma · f1 bílý král · h1 bílý věž | a8 černý věž · b8 černý jezdec · d8 černý dáma · e8 černý král · f8 černý střelec · h8 černý věž · e7 černý pěšec · f7 černý pěšec · h7 černý pěšec · d6 černý pěšec · f6 černý jezdec · g6 černý pěšec · c5 černý pěšec · d5 bílý pěšec · e4 bílý pěšec · c3 bílý jezdec · f3 bílý jezdec · a2 bílý pěšec · b2 bílý pěšec · f2 bílý pěšec · g2 bílý pěšec · h2 bílý pěšec · a1 bílý věž · c1 bílý střelec · d1 bílý dáma · f1 bílý král · h1 bílý věž | a8 černý věž · b8 černý jezdec · d8 černý dáma · e8 černý král · f8 černý střelec · h8 černý věž · e7 černý pěšec · f7 černý pěšec · h7 černý pěšec · d6 černý pěšec · f6 černý jezdec · g6 černý pěšec · c5 černý pěšec · d5 bílý pěšec · e4 bílý pěšec · c3 bílý jezdec · f3 bílý jezdec · a2 bílý pěšec · b2 bílý pěšec · f2 bílý pěšec · g2 bílý pěšec · h2 bílý pěšec · a1 bílý věž · c1 bílý střelec · d1 bílý dáma · f1 bílý král · h1 bílý věž | a8 černý věž · b8 černý jezdec · d8 černý dáma · e8 černý král · f8 černý střelec · h8 černý věž · e7 černý pěšec · f7 černý pěšec · h7 černý pěšec · d6 černý pěšec · f6 černý jezdec · g6 černý pěšec · c5 černý pěšec · d5 bílý pěšec · e4 bílý pěšec · c3 bílý jezdec · f3 bílý jezdec · a2 bílý pěšec · b2 bílý pěšec · f2 bílý pěšec · g2 bílý pěšec · h2 bílý pěšec · a1 bílý věž · c1 bílý střelec · d1 bílý dáma · f1 bílý král · h1 bílý věž | a8 černý věž · b8 černý jezdec · d8 černý dáma · e8 černý král · f8 černý střelec · h8 černý věž · e7 černý pěšec · f7 černý pěšec · h7 černý pěšec · d6 černý pěšec · f6 černý jezdec · g6 černý pěšec · c5 černý pěšec · d5 bílý pěšec · e4 bílý pěšec · c3 bílý jezdec · f3 bílý jezdec · a2 bílý pěšec · b2 bílý pěšec · f2 bílý pěšec · g2 bílý pěšec · h2 bílý pěšec · a1 bílý věž · c1 bílý střelec · d1 bílý dáma · f1 bílý král · h1 bílý věž | 5 |
| 4 | a8 černý věž · b8 černý jezdec · d8 černý dáma · e8 černý král · f8 černý střelec · h8 černý věž · e7 černý pěšec · f7 černý pěšec · h7 černý pěšec · d6 černý pěšec · f6 černý jezdec · g6 černý pěšec · c5 černý pěšec · d5 bílý pěšec · e4 bílý pěšec · c3 bílý jezdec · f3 bílý jezdec · a2 bílý pěšec · b2 bílý pěšec · f2 bílý pěšec · g2 bílý pěšec · h2 bílý pěšec · a1 bílý věž · c1 bílý střelec · d1 bílý dáma · f1 bílý král · h1 bílý věž | a8 černý věž · b8 černý jezdec · d8 černý dáma · e8 černý král · f8 černý střelec · h8 černý věž · e7 černý pěšec · f7 černý pěšec · h7 černý pěšec · d6 černý pěšec · f6 černý jezdec · g6 černý pěšec · c5 černý pěšec · d5 bílý pěšec · e4 bílý pěšec · c3 bílý jezdec · f3 bílý jezdec · a2 bílý pěšec · b2 bílý pěšec · f2 bílý pěšec · g2 bílý pěšec · h2 bílý pěšec · a1 bílý věž · c1 bílý střelec · d1 bílý dáma · f1 bílý král · h1 bílý věž | a8 černý věž · b8 černý jezdec · d8 černý dáma · e8 černý král · f8 černý střelec · h8 černý věž · e7 černý pěšec · f7 černý pěšec · h7 černý pěšec · d6 černý pěšec · f6 černý jezdec · g6 černý pěšec · c5 černý pěšec · d5 bílý pěšec · e4 bílý pěšec · c3 bílý jezdec · f3 bílý jezdec · a2 bílý pěšec · b2 bílý pěšec · f2 bílý pěšec · g2 bílý pěšec · h2 bílý pěšec · a1 bílý věž · c1 bílý střelec · d1 bílý dáma · f1 bílý král · h1 bílý věž | a8 černý věž · b8 černý jezdec · d8 černý dáma · e8 černý král · f8 černý střelec · h8 černý věž · e7 černý pěšec · f7 černý pěšec · h7 černý pěšec · d6 černý pěšec · f6 černý jezdec · g6 černý pěšec · c5 černý pěšec · d5 bílý pěšec · e4 bílý pěšec · c3 bílý jezdec · f3 bílý jezdec · a2 bílý pěšec · b2 bílý pěšec · f2 bílý pěšec · g2 bílý pěšec · h2 bílý pěšec · a1 bílý věž · c1 bílý střelec · d1 bílý dáma · f1 bílý král · h1 bílý věž | a8 černý věž · b8 černý jezdec · d8 černý dáma · e8 černý král · f8 černý střelec · h8 černý věž · e7 černý pěšec · f7 černý pěšec · h7 černý pěšec · d6 černý pěšec · f6 černý jezdec · g6 černý pěšec · c5 černý pěšec · d5 bílý pěšec · e4 bílý pěšec · c3 bílý jezdec · f3 bílý jezdec · a2 bílý pěšec · b2 bílý pěšec · f2 bílý pěšec · g2 bílý pěšec · h2 bílý pěšec · a1 bílý věž · c1 bílý střelec · d1 bílý dáma · f1 bílý král · h1 bílý věž | a8 černý věž · b8 černý jezdec · d8 černý dáma · e8 černý král · f8 černý střelec · h8 černý věž · e7 černý pěšec · f7 černý pěšec · h7 černý pěšec · d6 černý pěšec · f6 černý jezdec · g6 černý pěšec · c5 černý pěšec · d5 bílý pěšec · e4 bílý pěšec · c3 bílý jezdec · f3 bílý jezdec · a2 bílý pěšec · b2 bílý pěšec · f2 bílý pěšec · g2 bílý pěšec · h2 bílý pěšec · a1 bílý věž · c1 bílý střelec · d1 bílý dáma · f1 bílý král · h1 bílý věž | a8 černý věž · b8 černý jezdec · d8 černý dáma · e8 černý král · f8 černý střelec · h8 černý věž · e7 černý pěšec · f7 černý pěšec · h7 černý pěšec · d6 černý pěšec · f6 černý jezdec · g6 černý pěšec · c5 černý pěšec · d5 bílý pěšec · e4 bílý pěšec · c3 bílý jezdec · f3 bílý jezdec · a2 bílý pěšec · b2 bílý pěšec · f2 bílý pěšec · g2 bílý pěšec · h2 bílý pěšec · a1 bílý věž · c1 bílý střelec · d1 bílý dáma · f1 bílý král · h1 bílý věž | a8 černý věž · b8 černý jezdec · d8 černý dáma · e8 černý král · f8 černý střelec · h8 černý věž · e7 černý pěšec · f7 černý pěšec · h7 černý pěšec · d6 černý pěšec · f6 černý jezdec · g6 černý pěšec · c5 černý pěšec · d5 bílý pěšec · e4 bílý pěšec · c3 bílý jezdec · f3 bílý jezdec · a2 bílý pěšec · b2 bílý pěšec · f2 bílý pěšec · g2 bílý pěšec · h2 bílý pěšec · a1 bílý věž · c1 bílý střelec · d1 bílý dáma · f1 bílý král · h1 bílý věž | 4 |
| 3 | a8 černý věž · b8 černý jezdec · d8 černý dáma · e8 černý král · f8 černý střelec · h8 černý věž · e7 černý pěšec · f7 černý pěšec · h7 černý pěšec · d6 černý pěšec · f6 černý jezdec · g6 černý pěšec · c5 černý pěšec · d5 bílý pěšec · e4 bílý pěšec · c3 bílý jezdec · f3 bílý jezdec · a2 bílý pěšec · b2 bílý pěšec · f2 bílý pěšec · g2 bílý pěšec · h2 bílý pěšec · a1 bílý věž · c1 bílý střelec · d1 bílý dáma · f1 bílý král · h1 bílý věž | a8 černý věž · b8 černý jezdec · d8 černý dáma · e8 černý král · f8 černý střelec · h8 černý věž · e7 černý pěšec · f7 černý pěšec · h7 černý pěšec · d6 černý pěšec · f6 černý jezdec · g6 černý pěšec · c5 černý pěšec · d5 bílý pěšec · e4 bílý pěšec · c3 bílý jezdec · f3 bílý jezdec · a2 bílý pěšec · b2 bílý pěšec · f2 bílý pěšec · g2 bílý pěšec · h2 bílý pěšec · a1 bílý věž · c1 bílý střelec · d1 bílý dáma · f1 bílý král · h1 bílý věž | a8 černý věž · b8 černý jezdec · d8 černý dáma · e8 černý král · f8 černý střelec · h8 černý věž · e7 černý pěšec · f7 černý pěšec · h7 černý pěšec · d6 černý pěšec · f6 černý jezdec · g6 černý pěšec · c5 černý pěšec · d5 bílý pěšec · e4 bílý pěšec · c3 bílý jezdec · f3 bílý jezdec · a2 bílý pěšec · b2 bílý pěšec · f2 bílý pěšec · g2 bílý pěšec · h2 bílý pěšec · a1 bílý věž · c1 bílý střelec · d1 bílý dáma · f1 bílý král · h1 bílý věž | a8 černý věž · b8 černý jezdec · d8 černý dáma · e8 černý král · f8 černý střelec · h8 černý věž · e7 černý pěšec · f7 černý pěšec · h7 černý pěšec · d6 černý pěšec · f6 černý jezdec · g6 černý pěšec · c5 černý pěšec · d5 bílý pěšec · e4 bílý pěšec · c3 bílý jezdec · f3 bílý jezdec · a2 bílý pěšec · b2 bílý pěšec · f2 bílý pěšec · g2 bílý pěšec · h2 bílý pěšec · a1 bílý věž · c1 bílý střelec · d1 bílý dáma · f1 bílý král · h1 bílý věž | a8 černý věž · b8 černý jezdec · d8 černý dáma · e8 černý král · f8 černý střelec · h8 černý věž · e7 černý pěšec · f7 černý pěšec · h7 černý pěšec · d6 černý pěšec · f6 černý jezdec · g6 černý pěšec · c5 černý pěšec · d5 bílý pěšec · e4 bílý pěšec · c3 bílý jezdec · f3 bílý jezdec · a2 bílý pěšec · b2 bílý pěšec · f2 bílý pěšec · g2 bílý pěšec · h2 bílý pěšec · a1 bílý věž · c1 bílý střelec · d1 bílý dáma · f1 bílý král · h1 bílý věž | a8 černý věž · b8 černý jezdec · d8 černý dáma · e8 černý král · f8 černý střelec · h8 černý věž · e7 černý pěšec · f7 černý pěšec · h7 černý pěšec · d6 černý pěšec · f6 černý jezdec · g6 černý pěšec · c5 černý pěšec · d5 bílý pěšec · e4 bílý pěšec · c3 bílý jezdec · f3 bílý jezdec · a2 bílý pěšec · b2 bílý pěšec · f2 bílý pěšec · g2 bílý pěšec · h2 bílý pěšec · a1 bílý věž · c1 bílý střelec · d1 bílý dáma · f1 bílý král · h1 bílý věž | a8 černý věž · b8 černý jezdec · d8 černý dáma · e8 černý král · f8 černý střelec · h8 černý věž · e7 černý pěšec · f7 černý pěšec · h7 černý pěšec · d6 černý pěšec · f6 černý jezdec · g6 černý pěšec · c5 černý pěšec · d5 bílý pěšec · e4 bílý pěšec · c3 bílý jezdec · f3 bílý jezdec · a2 bílý pěšec · b2 bílý pěšec · f2 bílý pěšec · g2 bílý pěšec · h2 bílý pěšec · a1 bílý věž · c1 bílý střelec · d1 bílý dáma · f1 bílý král · h1 bílý věž | a8 černý věž · b8 černý jezdec · d8 černý dáma · e8 černý král · f8 černý střelec · h8 černý věž · e7 černý pěšec · f7 černý pěšec · h7 černý pěšec · d6 černý pěšec · f6 černý jezdec · g6 černý pěšec · c5 černý pěšec · d5 bílý pěšec · e4 bílý pěšec · c3 bílý jezdec · f3 bílý jezdec · a2 bílý pěšec · b2 bílý pěšec · f2 bílý pěšec · g2 bílý pěšec · h2 bílý pěšec · a1 bílý věž · c1 bílý střelec · d1 bílý dáma · f1 bílý král · h1 bílý věž | 3 |
| 2 | a8 černý věž · b8 černý jezdec · d8 černý dáma · e8 černý král · f8 černý střelec · h8 černý věž · e7 černý pěšec · f7 černý pěšec · h7 černý pěšec · d6 černý pěšec · f6 černý jezdec · g6 černý pěšec · c5 černý pěšec · d5 bílý pěšec · e4 bílý pěšec · c3 bílý jezdec · f3 bílý jezdec · a2 bílý pěšec · b2 bílý pěšec · f2 bílý pěšec · g2 bílý pěšec · h2 bílý pěšec · a1 bílý věž · c1 bílý střelec · d1 bílý dáma · f1 bílý král · h1 bílý věž | a8 černý věž · b8 černý jezdec · d8 černý dáma · e8 černý král · f8 černý střelec · h8 černý věž · e7 černý pěšec · f7 černý pěšec · h7 černý pěšec · d6 černý pěšec · f6 černý jezdec · g6 černý pěšec · c5 černý pěšec · d5 bílý pěšec · e4 bílý pěšec · c3 bílý jezdec · f3 bílý jezdec · a2 bílý pěšec · b2 bílý pěšec · f2 bílý pěšec · g2 bílý pěšec · h2 bílý pěšec · a1 bílý věž · c1 bílý střelec · d1 bílý dáma · f1 bílý král · h1 bílý věž | a8 černý věž · b8 černý jezdec · d8 černý dáma · e8 černý král · f8 černý střelec · h8 černý věž · e7 černý pěšec · f7 černý pěšec · h7 černý pěšec · d6 černý pěšec · f6 černý jezdec · g6 černý pěšec · c5 černý pěšec · d5 bílý pěšec · e4 bílý pěšec · c3 bílý jezdec · f3 bílý jezdec · a2 bílý pěšec · b2 bílý pěšec · f2 bílý pěšec · g2 bílý pěšec · h2 bílý pěšec · a1 bílý věž · c1 bílý střelec · d1 bílý dáma · f1 bílý král · h1 bílý věž | a8 černý věž · b8 černý jezdec · d8 černý dáma · e8 černý král · f8 černý střelec · h8 černý věž · e7 černý pěšec · f7 černý pěšec · h7 černý pěšec · d6 černý pěšec · f6 černý jezdec · g6 černý pěšec · c5 černý pěšec · d5 bílý pěšec · e4 bílý pěšec · c3 bílý jezdec · f3 bílý jezdec · a2 bílý pěšec · b2 bílý pěšec · f2 bílý pěšec · g2 bílý pěšec · h2 bílý pěšec · a1 bílý věž · c1 bílý střelec · d1 bílý dáma · f1 bílý král · h1 bílý věž | a8 černý věž · b8 černý jezdec · d8 černý dáma · e8 černý král · f8 černý střelec · h8 černý věž · e7 černý pěšec · f7 černý pěšec · h7 černý pěšec · d6 černý pěšec · f6 černý jezdec · g6 černý pěšec · c5 černý pěšec · d5 bílý pěšec · e4 bílý pěšec · c3 bílý jezdec · f3 bílý jezdec · a2 bílý pěšec · b2 bílý pěšec · f2 bílý pěšec · g2 bílý pěšec · h2 bílý pěšec · a1 bílý věž · c1 bílý střelec · d1 bílý dáma · f1 bílý král · h1 bílý věž | a8 černý věž · b8 černý jezdec · d8 černý dáma · e8 černý král · f8 černý střelec · h8 černý věž · e7 černý pěšec · f7 černý pěšec · h7 černý pěšec · d6 černý pěšec · f6 černý jezdec · g6 černý pěšec · c5 černý pěšec · d5 bílý pěšec · e4 bílý pěšec · c3 bílý jezdec · f3 bílý jezdec · a2 bílý pěšec · b2 bílý pěšec · f2 bílý pěšec · g2 bílý pěšec · h2 bílý pěšec · a1 bílý věž · c1 bílý střelec · d1 bílý dáma · f1 bílý král · h1 bílý věž | a8 černý věž · b8 černý jezdec · d8 černý dáma · e8 černý král · f8 černý střelec · h8 černý věž · e7 černý pěšec · f7 černý pěšec · h7 černý pěšec · d6 černý pěšec · f6 černý jezdec · g6 černý pěšec · c5 černý pěšec · d5 bílý pěšec · e4 bílý pěšec · c3 bílý jezdec · f3 bílý jezdec · a2 bílý pěšec · b2 bílý pěšec · f2 bílý pěšec · g2 bílý pěšec · h2 bílý pěšec · a1 bílý věž · c1 bílý střelec · d1 bílý dáma · f1 bílý král · h1 bílý věž | a8 černý věž · b8 černý jezdec · d8 černý dáma · e8 černý král · f8 černý střelec · h8 černý věž · e7 černý pěšec · f7 černý pěšec · h7 černý pěšec · d6 černý pěšec · f6 černý jezdec · g6 černý pěšec · c5 černý pěšec · d5 bílý pěšec · e4 bílý pěšec · c3 bílý jezdec · f3 bílý jezdec · a2 bílý pěšec · b2 bílý pěšec · f2 bílý pěšec · g2 bílý pěšec · h2 bílý pěšec · a1 bílý věž · c1 bílý střelec · d1 bílý dáma · f1 bílý král · h1 bílý věž | 2 |
| 1 | a8 černý věž · b8 černý jezdec · d8 černý dáma · e8 černý král · f8 černý střelec · h8 černý věž · e7 černý pěšec · f7 černý pěšec · h7 černý pěšec · d6 černý pěšec · f6 černý jezdec · g6 černý pěšec · c5 černý pěšec · d5 bílý pěšec · e4 bílý pěšec · c3 bílý jezdec · f3 bílý jezdec · a2 bílý pěšec · b2 bílý pěšec · f2 bílý pěšec · g2 bílý pěšec · h2 bílý pěšec · a1 bílý věž · c1 bílý střelec · d1 bílý dáma · f1 bílý král · h1 bílý věž | a8 černý věž · b8 černý jezdec · d8 černý dáma · e8 černý král · f8 černý střelec · h8 černý věž · e7 černý pěšec · f7 černý pěšec · h7 černý pěšec · d6 černý pěšec · f6 černý jezdec · g6 černý pěšec · c5 černý pěšec · d5 bílý pěšec · e4 bílý pěšec · c3 bílý jezdec · f3 bílý jezdec · a2 bílý pěšec · b2 bílý pěšec · f2 bílý pěšec · g2 bílý pěšec · h2 bílý pěšec · a1 bílý věž · c1 bílý střelec · d1 bílý dáma · f1 bílý král · h1 bílý věž | a8 černý věž · b8 černý jezdec · d8 černý dáma · e8 černý král · f8 černý střelec · h8 černý věž · e7 černý pěšec · f7 černý pěšec · h7 černý pěšec · d6 černý pěšec · f6 černý jezdec · g6 černý pěšec · c5 černý pěšec · d5 bílý pěšec · e4 bílý pěšec · c3 bílý jezdec · f3 bílý jezdec · a2 bílý pěšec · b2 bílý pěšec · f2 bílý pěšec · g2 bílý pěšec · h2 bílý pěšec · a1 bílý věž · c1 bílý střelec · d1 bílý dáma · f1 bílý král · h1 bílý věž | a8 černý věž · b8 černý jezdec · d8 černý dáma · e8 černý král · f8 černý střelec · h8 černý věž · e7 černý pěšec · f7 černý pěšec · h7 černý pěšec · d6 černý pěšec · f6 černý jezdec · g6 černý pěšec · c5 černý pěšec · d5 bílý pěšec · e4 bílý pěšec · c3 bílý jezdec · f3 bílý jezdec · a2 bílý pěšec · b2 bílý pěšec · f2 bílý pěšec · g2 bílý pěšec · h2 bílý pěšec · a1 bílý věž · c1 bílý střelec · d1 bílý dáma · f1 bílý král · h1 bílý věž | a8 černý věž · b8 černý jezdec · d8 černý dáma · e8 černý král · f8 černý střelec · h8 černý věž · e7 černý pěšec · f7 černý pěšec · h7 černý pěšec · d6 černý pěšec · f6 černý jezdec · g6 černý pěšec · c5 černý pěšec · d5 bílý pěšec · e4 bílý pěšec · c3 bílý jezdec · f3 bílý jezdec · a2 bílý pěšec · b2 bílý pěšec · f2 bílý pěšec · g2 bílý pěšec · h2 bílý pěšec · a1 bílý věž · c1 bílý střelec · d1 bílý dáma · f1 bílý král · h1 bílý věž | a8 černý věž · b8 černý jezdec · d8 černý dáma · e8 černý král · f8 černý střelec · h8 černý věž · e7 černý pěšec · f7 černý pěšec · h7 černý pěšec · d6 černý pěšec · f6 černý jezdec · g6 černý pěšec · c5 černý pěšec · d5 bílý pěšec · e4 bílý pěšec · c3 bílý jezdec · f3 bílý jezdec · a2 bílý pěšec · b2 bílý pěšec · f2 bílý pěšec · g2 bílý pěšec · h2 bílý pěšec · a1 bílý věž · c1 bílý střelec · d1 bílý dáma · f1 bílý král · h1 bílý věž | a8 černý věž · b8 černý jezdec · d8 černý dáma · e8 černý král · f8 černý střelec · h8 černý věž · e7 černý pěšec · f7 černý pěšec · h7 černý pěšec · d6 černý pěšec · f6 černý jezdec · g6 černý pěšec · c5 černý pěšec · d5 bílý pěšec · e4 bílý pěšec · c3 bílý jezdec · f3 bílý jezdec · a2 bílý pěšec · b2 bílý pěšec · f2 bílý pěšec · g2 bílý pěšec · h2 bílý pěšec · a1 bílý věž · c1 bílý střelec · d1 bílý dáma · f1 bílý král · h1 bílý věž | a8 černý věž · b8 černý jezdec · d8 černý dáma · e8 černý král · f8 černý střelec · h8 černý věž · e7 černý pěšec · f7 černý pěšec · h7 černý pěšec · d6 černý pěšec · f6 černý jezdec · g6 černý pěšec · c5 černý pěšec · d5 bílý pěšec · e4 bílý pěšec · c3 bílý jezdec · f3 bílý jezdec · a2 bílý pěšec · b2 bílý pěšec · f2 bílý pěšec · g2 bílý pěšec · h2 bílý pěšec · a1 bílý věž · c1 bílý střelec · d1 bílý dáma · f1 bílý král · h1 bílý věž | 1 |
|   | a | b | c | d | e | f | g | h |   |

### Odmítnutá varianta
4. Jf3
(Občas se objevují i odmítnutí 4. Jd2 ; 4.Dc2 a 4.a4)
- 4... Sb7

5.a4 Da5+ (5... bxc4 se hrálo v prvním výskytu zahájení v partii Rubinstein-Spielmann, Vídeň 1922 možné je 5... a6 nebo 5... b4 ) 6. Sd2 b4 s nejasnou hrou
- 4... g6 5. cxb5 a6 6.Jc3 (Do nejasné hry vedou tahy 6. e4 nebo 6. Dc2. Do jiných variant zde hra přechází po pokračováních 6. bxa6 nebo 6.e3. Nejčastěji tu bílý volí tah 6. b6 s přechodem do varianty s 5. b6 čímž se v této variantě vyhýbá odpovědi e6.) 6... axb5 7.d6 hra je nejasná

### Varianta s 5. Jc3
4. cxb5 a6
5. Jc3 axb5 6. e4 b4 7. Jb5 d6 7. Sf4 (nebo 7. Jf3) Bílý se tu snaží otevřít střed, aby v utoku uplatnil svého jezdce na b5, ten se ale může ukázat i jako zatoulaný. Hra je nejasná.

### Varianta s 5. f3
4. cxb5 a6 5.f3
- 5... g6 6. e4 Sg7 s kompenzací za pěšce (6... d6 7. Ja3 Sg7 7. Je2 je výhodnější pro bílého)

- 5... axb5 6. e4 Da5+ 7. Sd2 (k nejasnostem vede 7. b4) 7... b4 8. Ja3 d6 9. Jc4 Dd8 10.a3 e6 s protihrou

- 5... e6 6. e4 exd5 7. e5 ( po 7. exd5 má černý kompenzaci) 7...De7 8. De2 Jg8 9. Jc3 Sb7 10. Jh3 s velmi ostrou hrou

### Varianta 5. e3
4. cxb5 a6 5.e3
- 5... axb5 6. Sxb5 Da5+ 7. Jc3 Sb7 8. Sd2 (8. Jge2 Sxd5 9. 0-0 Sc6 s nejasnou hrou) 8... Db6 9. Db3 e6 s protihrou

- 5... g6 6. Jc3 Sg7 7. Jf3 (7. a4 0-0 s kompenzací) 7... 0-0 8. a4 Sb7 a za pěšce má černý kompenzaci

### Varianta 5. b6
4. cxb5 a6 5.b6 Poziční odpověď. Bílý zde vrací pěšce, černý zde má slabého pěščce a, za to ale získává protihru po sloupci b.
- 5... Dxb6 6. Jc3 d6 7. Jf3 (7. a4 vede k nejasnostem)7... Sg7 8. Se2 0-0 9. Jd2! a bílý je na tom pozičně lépe

- 5... g6 6. Jc3 Sg7 7. Jf3 0-0 8. e4 d6 a zde po 9. Se2 Jbd7 přechází hra do varianty 5... d6

- 5... d6 6. Jc3 Jbd7 7. e4 g6 8. Jf3 Sg7 9. a4 ( 9. Se2 0-0 10. 0-0 Jxb6 s vyrovnanou hrou) 9... Dxb6 nebo 9... a5 s nejasnou hrou

- 5... e6 6. Jc3 Jxd5 7. Jxd5 exd5 8. Dxd5 Vb8 9. e4 Se7 10. Sc4 0-0 11. 0-0 Vxb6 černý má protihru

### Varianta s fianchettem (A58)
platí za velmi solidní variantu
4. cxb5 a6 5. bxa6 Sxa6 (na tomto místě se často hrává i 5... g6 většinou po 6. Jc3 Sxa6 s dalším d6 přejde pozice s přehozením tahů do varianty Sxa6)
6. Jc3 d6 7. Jf3 (možné je i 7. g3 zde se nejedná o přehození tahů, má-li bílý v plánu vývin jezdce Jh3-f4, černý má ale protihru dostatečnou) 7... g6 8. g3 Sg7 9. Sg2 (9. Sh3 je vzácné) 9... Jbd7 (9... 0-0 10. 0-0 Jbd7 je přehození tahů)
- 10. Vb1 je v poslední době oblíbeným pokračováním, často přechází do varianty 10. 0-0 0-0

- 10. 0-0
  - 10... 0-0
  - 10... Jb6

### Otevřená varianta (A59)
4. cxb5 a6 5. bxa6 Sxa6 6. Jc3 d6 7. e4 Sxf1 8. Kxf1 g6
- 9. Jf3 Sg7 10. h3 (10. g3 Jbd7 11. Kg2 vede s přehozením tahů do hlavní varianty) 10... 0-0 11. Kg1 Jbd7 12. Kh2 Da5 13. Ve1 Vfb8 oproti hlavní variantě zde bílý za cenu lepšího postavení krále ztrácí tempo, černý má dostatečnou kompenzaci

- 9. g3 Sg7 10. Kg2 0-0 10. Jf3 Jbd7
  - 11. Ve1 Na tomto místě může černý hrát řadu tahů, které hraje-li bílý posléze 12.h3 mohou přejít do varianty 11.h3, černý zde ale může odpovědět 11... Jg4 s protihrou
  -  11. h3 I zde má černý řadu možností, nejčastější jsou 11... Da5 12. Ve1 Vfb8 s kompenzací nebo 11...Va6 12. Ve1 Da8 s protihrou